# كرة السلة
كرة السلة هي رياضة جماعية وشعبية  حيث يتنافس فيها فريقان يتألف كل منهما من خمسة لاعبين يحاول كلاهما إدخال الكرة في سلة الخصم وإحراز الأهداف وكسب النقاط. اخترعت كرة السلة بالولايات المتحدة الأمريكية سنة 1891م للمخترع جيمس ناسميث
تحرز النقاط من خلال إدخال الكرة داخل السلة الموجودة على ارتفاع 3 أمتار؛ حيث يفوز الفريق الذي يتمكن من إحراز أكبر عدد من النقاط  من تلك التي يحرزها منافسه في نهاية المباراة وهكذا فمن الصعب وقوع نتيجة التعادل بين الفريقين. ويمكن للاعب التقدم بالكرة إلى الأمام عن طريق تنطيطها على أرض الملعب فيما يعرف باسم (المراوغة) أو تمريرها لزملائه للوصول إلى الهدف. ولا يسمح بأي احتكاك بدني يعرقل أي لاعب من الفريقين (خطأ) وهناك قيود مفروضة على كيفية التعامل مع الكرة تعرف باسم (مخالفات قواعد اللعب).
عند ارتكاب اللاعب ليست مخالفات يطرد مباشرة من المباراة ويعوّضه لاعب آخر من نفس الفريق.
وبمرور الوقت، تطورت لعبة كرة السلة لتشتمل على طرق لعب فنية شائعة تتعلق بتصويب الكرة و تمريرها والمراوغة بها، إلى جانب مراكز اللاعبين والخطط الدفاعية و الهجومية. فعادة ما يلعب أطول لاعبي الفريق في مركز الوسط أو في أحد مركزي الهجوم، أما اللاعبون الأقصر طولًا أو الذين يتميزون بالسرعة و يمتلكون أفضل مهارات في الإمساك بالكرة والتحكم بها فيلعبون في مراكز الدفاع. وعلى الرغم من الاهتمام البالغ بقواعد وقوانين لعبة كرة السلة عند ممارستها في المسابقات والمنافسات، فقد ظهرت الكثير من الألعاب المشتقة من لعبة كرة السلة والتي تمارس بشكل غير رسمي. وفي بعض البلدان، تعد لعبة كرة السلة من الرياضات الشعبية التي تستقطب قطاعا جماهيرياً كبيرًا.
وفي حين تعد كرة السلة في الأساس بمثابة رياضة تنافسية تمارس في الصالات، في ملعب كرة السلة، فقد ازداد انتشار الألعاب المشتقة من لعبة كرة السلة، والتي لا يتم التشديد فيها على القواعد والقوانين، كنوع من الرياضات التي تمارس في الساحات الخارجية الموجودة بالقرب من الأحياء الشعبية والتجمعات السكنية الريفية.

## تاريخ كرة السلة

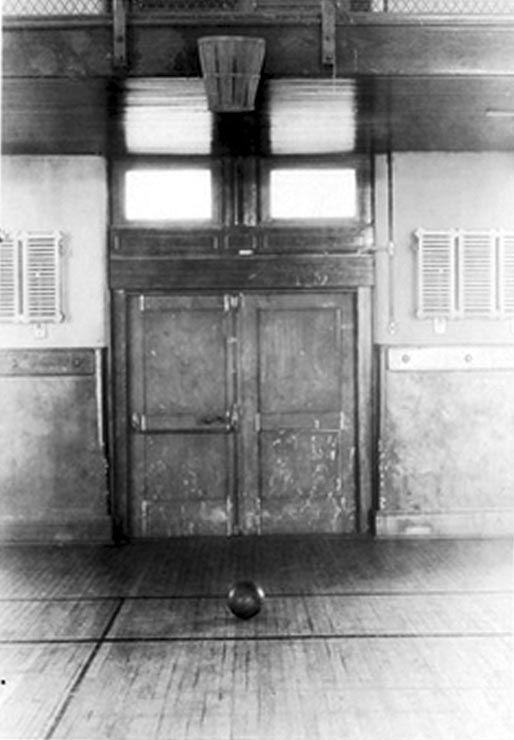
أول ملعب لكرة السلة: كلية سبرينجفيلد.

في أوائل ديسمبر من عام 1891، بحث الدكتور الكندي جيمس نايسميث،  أستاذ التربية البدنية بجامعة ماكجيل في مونتريال، والذي يعمل أيضًا معلمًا في مدرسة التدريب الخاصة بجمعية الشبان المسيحية (جمعية الشبان المسيحيين)، والمعروفة حاليًا بكلية سبرينجفيلد في مدينة سبرينجفيلد بولاية ماساتشوستس بالولايات المتحدة الأمريكية، عن ابتكار لعبة قوية تُقام داخل الصالات يشغل بها طلابه ويحافظ على لياقتهم البدنية عند مستويات مناسبة في فصول الشتاء الطويلة التي تسود الولايات الواقعة في إقليم نيو إنجلاند.
فبعد رفض عدد من الأفكار الأخرى نظرًا لصرامتها أو عدم تناسبها مطلقًا مع صالات الجمنازيوم المحاطة بالجدران، وضع «نايسميث» القواعد الأساسية لكرة السلة وقام بتثبيت سلة خوخ على سياج يبلغ ارتفاعه 10 أقدام (3.05 متر).وعلى النقيض من الشبكات الحديثة لكرة السلة، فقد ظل قاع سلة الخوخ مسدودًا، ومن ثم كان يتعين استرجاع الكرة يدويًا بعد كل «هدف» أو بعد كل نقطة يتم إحرازها. غير أن هذا الأمر قد أثبت عدم فاعليته. لذا، فقد تم ثقب قاع هذه السلة، المثبتة في عمود طويل مرتكز على حامل، مما يتيح خروج الكرات منها في كل مرة تدخل فيها. هذا وقد تم استخدام سلال الخوخ هذه حتى عام 1906، حيث تم استبدالها في نهاية الأمر بسلال معدنية مثبتة في لوحات خلفية تُعرف باسم لوحات الهدف (وهي لوحة مستديرة أو مستطيلة خلف السلة تمنع ضربات الكرة المتجهة إلى الخارج وترجعها، أو تردها إلى داخل السلة). وسرعان ما تم إدخال تغيير آخر يتيح مجرد مرور الكرة عبر السلة، وهو ما مهد الطريق لظهور اللعبة في شكلها المعروف لنا حاليًا. في بادئ الأمر، تم استخدام كرة قدم في إحراز الأهداف. فعندما يتمكن اللاعب من إحراز هذه الكرة داخل السلة، فإن فريقه يحصل على نقطة. والفريق الذي كان يحصل على أكبر عدد من النقاط هو الذي يعتبر الفائز في المباراة. وعادة ما كان يتم تثبيت السلال في شرفة الملعب المنخفضة، ولكن ثبت أن هذا الأمر غير عملي وذلك عندما بدأ الجمهور يتدخل في تصويبات الكرة. وقد تم استخدام لوحة الهدف المثبتة خلف السلة للحيلولة دون وقوع هذا التدخل، هذا إلى جانب كونها ذات تأثير إضافي يتمثل في السماح بالتصويبات المرتدة. وقد اكتشفت حفيدة نايسميث مذكراته التي كتبها بخط يده في أوائل عام 2006، والتي تشير إلى أنه كان قلقًا بشأن لعبته الجديدة التي ابتكرها، والتي اشتملت على قواعد مستقاة من لعبة للأطفال يطلق عليها اسم لعبة Duck on a Rock، وذلك لفشل الكثير من الألعاب التي تم ابتكارها قبل ذلك في هذا الإطار.وقد أطلق نايسميث على اللعبة الجديدة اسم لعبة «كرة السلة».
تمت إقامة أول مباراة رسمية في كرة السلة داخل الصالة الرياضية الخاصة بجمعية الشبان المسيحية في 20 يناير من عام 1892 وشارك فيها تسعة لاعبين. وقد انتهت هذه المباراة بنتيجة 1-0؛ حيث تم تصويب تسديدة الفوز من على بُعد 25 قدمًا (7.6 مترًا) 25 قدم (7.6 م)، على ملعب تبلغ مساحته نصف مساحة الملعب الحالي الذي تقام عليه مباريات كرة السلة المفتوحة (Streetball) أو مباريات دوري الرابطة الوطنية لكرة السلة الأمريكية (National Basketball Association) (NBA) - يعرف أيضًا بدوري كرة السلة الأمريكية للمحترفين. وبحلول عام 1897-1898 أصبح العدد القياسي للاعبي كل فريق خمسة لاعبين.
بدأت ممارسة لعبة كرة السلة للسيدات في عام 1892 داخل كلية سميث عندما قامت سيندا بيرينسون، إحدى معلمات التربية البدنية، بتعديل القواعد التي وضعها نايسميث فيما يتعلق بكرة السلة لتتناسب مع السيدات.وبعد وقت قصير من تعيينها داخل كلية سميث، توجهت سيندا إلى نايسميث لتعرف منه المزيد عن هذه اللعبة. ونظرًا لإعجابها الشديد بهذه الرياضة الجديدة وبالقيم التي يمكن تعلمها من خلالها، فقد قامت بتنظيم أولى مباريات كرة السلة النسائية بين طالبات الكلية في 21 مارس من عام 1893، وذلك عندما لعبت طالبات السنة الأولى في الكلية مع طالبات السنة الثانية. هذا وقد تم نشر القواعد التي وضعتها سيندا لهذه اللعبة للمرة الأولى في عام 1899. وبعد مرور عامين، أصبحت سيندا محررة أول دليل تعليمات يتم إصداره لكرة السلة للسيدات من قبل شركة إيه جي سبالدينج، والتي قامت بنشر قواعد كرة السلة الخاصة بالسيدات.
كان يتم إرسال المهتمين الأوائل بممارسة لعبة كرة السلة إلى جمعيات الشبان المسيحية في جميع أنحاء الولايات المتحدة الأمريكية، وسرعان ما انتشرت هذه اللعبة داخل الولايات المتحدة الأمريكية وكندا. وبحلول عام 1895، انتشرت هذه اللعبة بشكل جيد داخل العديد من مدارس الفتيات الثانوية. وعلى الرغم من أن جمعية الشبان المسيحية كانت مسؤولة في بادئ الأمر عن تطوير هذه اللعبة ونشرها، فإنها في غضون عقد واحد فقط من الزمن أصبحت لا تشجع هذه الرياضة الجديدة بسبب خشونة اللعب وبدأت أنظار الجماهير المتعصبة لمزاولة هذه اللعبة تنصرف عن جمعية الشبان المسيحية ومهمتها الأساسية التي أخذتها على عاتقها. بيد أنه سرعان ما ملأت الأندية الرياضية للهواة إلى جانب الكليات وأندية المحترفين الفراغ الذي خلفته هذه الجمعية. وفي السنوات التي سبقت الحرب العالمية الأولى، تنافس كل من اتحاد الرياضيين الهواة (Amateur Athletic Union) والرابطة الأمريكية للاعبين الرياضيين بين الكليات (Intercollegiate Athletic Association of the United States) (Intercollegiate Athletic Association of the United States (المعروفة سابقًا باسم الرابطة الوطنية للاعبين الرياضيين بين الكليات (National Collegiate Athletic Association|NCAA)) للتحكم في قواعد هذه اللعبة. وقد تم إنشاء أول بطولة دوري للمحترفين، وهو الدوري الوطني لكرة السلة (National Basketball League) في عام 1898 لحماية اللاعبين من الاستغلال وتعزيز الدعوة لممارسة لعبة أقل خشونة. وقد استمر هذا الدوري لمدة 5 سنوات فقط.
بحلول خمسينيات القرن العشرين، أصبحت كرة السلة من الألعاب الرئيسية التي تُمارس داخل الكليات، وهو ما مهد الطريق نحو زيادة الاهتمام بكرة السلة للمحترفين. وفي عام 1959، تم إنشاء قاعة تكريم مشاهير كرة السلة (basketball hall of fame) في مدينة سبرينجفيلد بولاية ماساتشوستس الأمريكية. وتشتمل قوائم هذه القاعة على أسماء عظماء اللاعبين والمدربين والحكام والأشخاص الذين ساهموا بشكل كبير في تطوير هذه اللعبة.
وفي بادئ الأمر، كانت تتم ممارسة لعبة كرة السلة بكرة قدم. هذا وقد كان اللون البني هو لون أولى الكرات التي تم صنعها خصيصًا لممارسة كرة السلة، وكان ذلك فقط في أواخر الخمسينيات من القرن العشرين. ولكن فيما بعد، قام توني هينكل (Tony Hinkle) في إطار بحثه عن تصميم كرة سلة أكثر وضوحًًا للاعبين والمتفرجين على حد سواء باستخدام الكرة ذات اللون البرتقالي التي يشيع استخدامها في وقتنا الحالي. ولم تكن المراوغة عن طريق تنطيط اللاعب للكرة جزءًا من القواعد الأصلية لهذه اللعبة باستثناء استخدام هذا النوع من المراوغة في «التمريرة المرتدة» بين أعضاء الفريق الواحد. ذلك أن تمرير الكرة كان الوسيلة الأساسية لتناقلها. وفي نهاية الأمر، أُتيح استخدام المراوغة ولكن بشكل محدود نتيجة عدم تناسق شكل الكرات الأولى التي كانت تُستخدم في ممارسة هذه اللعبة. ثم أصبحت المراوغة جزءًا أساسيًا من ممارسات هذه اللعبة فقط مع حلول خمسينيات القرن العشرين تقريبًا حين اهتمت المصانع بتحسين شكل الكرة.
تعد كل من كرة السلة وكرة الشبكة وكرة الخدعة (dodgeball)، والكرة الطائرة، واللكروس من ألعاب الكرة التي عُرف عنها تحديدًا أنها من ابتكار سكان أمريكا الشمالية. وفيما يتعلق بألعاب الكرة الأخرى، مثل البيسبول وكرة القدم الكندية، فيرتبط ابتكارها بدول الكومنولث أو دول أوروبية أو آسيوية أو أفريقية. ورغم عدم وجود دليل مباشر حتى الآن يشير إلى أن فكرة كرة السلة قد استُوحيت من اللعبة القديمة المعروفة باسم لعبة كرة أمريكا الوسطى (Mesoamerican ballgame)، فإن بداية التعرف على هذه اللعبة كان قبل ابتكار نايسميث لها بنحو 50 عامًا على الأقل من خلال كتابات كل من جون لويد ستيفنز وأليكسندر فون همبولدت. هذا وقد كانت أعمال ستيفنز خاصة، التي تضمنت رسومًا قام بها فريدريك كاثروود، متاحة في معظم المؤسسات التعليمية في القرن التاسع عشر فضلاً عن أنها كانت تحظى أيضًا بانتشار واسع.

### كرة السلة داخل الكليات وأول اتحاداتها
كان الدور الذي لعبه الدكتور جيمس نايسميث في نشر لعبة كرة السلة داخل الكليات (كرة سلة الكليات) مؤثرًا ومهمًا للغاية.وفي إطار سعيه لتحقيق ذلك، فقد اشتغل بالتدريب في جامعة كانساس لمدة ست سنوات قبل أن يسلم مقاليد الأمور للمدرب الشهير فوريست "فوج" ألين (Forrest "Phog" Allen).وفي هذا الإطار، قام أموس ألونزو ستاج (أموس الونزو ستاغ) مساعد نايسميث بجلب لعبة كرة السلة لجامعة شيكاغو، في حين حقق أدولف روب (أدولف روب) تلميذ نايسميث بجامعة كانساس نجاحًا كبيرًا كمدرب لهذه اللعبة في جامعة كنتاكي.وفي عام 1892، لعبت كل من جامعة كاليفورنيا ومدرسة ميس هيدز (Miss Head's School) أول مباراة في كرة السلة النسائية تتم بين مؤسستين تعليميتين. وفي 21 مارس من عام 1893، لعبت طالبات السنة الأولى بكلية سميث (كلية سميث) مع طالبات السنة الثانية في أول مباراة لكرة سلة نسائية تتم بين طالبات إحدى الكليات.وفي العام نفسه، بدأت كلية ماونت هوليوك (جبل هوليوك) وكلية صوفي نيوكومب (كلية صوفي نيوكومب التذكارية ‏) للفتيات ممارسة لعبة كرة السلة (وذلك تحت تدريب كلارا جريجوري باير (كلارا غريغوري باير)).وبحلول عام 1895، انتشرت لعبة كرة السلة داخل كليات عديدة في أنحاء البلاد، بما في ذلك كليات ويليزلي (كلية ويليسلي) وفاسار (كلية فاسار) وبرين ماور (كلية برين ماور).وفي 9 فبراير من عام 1895، تم لعب أول مباراة بين طلاب الكليات بين فريقين تكون كل منهما من خمسة لاعبين داخل جامعة هاملين (جامعة هاملاين) وذلك بين جامعة هاملين وكلية الزراعة التابعة لجامعة مينيسوتا. وقد فازت كلية الزراعة في هذه المباراة بنتيجة 9-3.هذا وقد أقيمت أول مباراة كرة سلة نسائية بين طالبات الكليات في 4 أبريل من عام 1896. حيث لعبت فتيات جامعةستانفورد (ستانفورد كردينال ‏) مع فتيات جامعة بيركلي، وتألف كل فريق من تسع لاعبات، وانتهت المباراة بفوز جامعة ستانفورد 2-1.وفي عام 1901، بدأت كليات بعض الجامعات مثل جامعة شيكاغو (جامعة شيكاغو) وجامعة كولومبيا وجامعة مينيسوتا والأكاديمية البحرية الأمريكية (أكاديمية الولايات المتحدة البحرية) وجامعة يوتا وجامعة ييل، بالإضافة إلى كلية دارتموث (كلية دارتموث) برعاية مباريات كرة السلة للرجال.وبحلول عام 1910، كانت كثرة الإصابات المستمرة التي يتعرض لها لاعبو كرة السلة داخل الملاعب سببًا في دفع الرئيس الأمريكي ثيودور روزفلت إلى أن يقترح إنشاء جهة تكون مسئولة عن لعبة كرة السلة داخل الكليات، وهو ما أدى بدوره إلى إنشاء الرابطة الأمريكية للاعبين الرياضيين بين الكليات (IAAUS).وفي عام 1910، تم تغيير اسم هذه الهيئة ليصبح الرابطة الوطنية للطلبة الرياضيين في الكليات (الرابطة الوطنية لرياضة الجامعات) (NCAA).
تم لعب أول مباراة لكرة السلة بين الجامعات الكندية داخل جمعية الشبان المسيحية (جمعية الشبان المسيحيين) في كينغستون بمقاطعة أونتاريو في 6 فبراير 1904، وذلك عندما زارت جامعة ماكجيل (جامعة مكغيل) جامعة كوينز (جامعة كوينز).وفازت جامعة ماكجيل 9-7 في الوقت الإضافي؛ حيث انتهت المباراة في الوقت الأصلي لها بنتيجة 7-7، وتم إضافة عشر دقائق حُسِمت خلالها النتيجة.وشهدت هذه المباراة حضورًا جماهيريًا قويًا.
كان فريق إدمونتون جرادز (Edmonton Grads) فريقًا متجولاً في لعبة كرة السلة للسيدات وكان مقره في مدينة إدمونتون، بمقاطعة ألبيرتا في الفترة ما بين عامي 1915 و1940.وقد تجول هذا الفريق في جميع أنحاء قارة أمريكا الشمالية، وحقق نجاحًا نادرًا وملفتًا. فعلى مدار الفترة التي ظهر فيها، سجل نحو 522 فوزًا وخسر 20 مباراة فقط في المباريات التي خاضها مع كل الفرق التي كانت تبدي رغبة في تحديه، مع العلم أنه كان يمول كل جولاته من حصيلة إيرادات تذاكر الجماهير التي كانت تقبل على مشاهدة مثل هذه المباريات.ولم تكن لاعبات الجرادز يتقاضين أي مقابل مالي، وكان لزامًا عليهن أن يبقين دون زواج. وقد ركز أسلوب لعب الجرادز على اللعب الجماعي، دون الإفراط في الاعتماد على المهارات الفردية للاعباته كل على حدة.
كثرت فرق كرة السلة خلال عشرينيات القرن الماضي. فكانت هناك المئات من فرق كرة السلة للمحترفين (الرياضات الاحترافية) من الرجال داخل المدن والبلدات في جميع أنحاء الولايات المتحدة وكان هناك تنظيم محدود لهذه اللعبة الاحترافية. فقد سادت الانتقالات الكثيرة للاعبين من فريق لآخر واعتادت الفرق على اللعب داخل مستودعات الأسلحة وصالات الرقص. وكان يتم تنظيم دوري كرة السلة بين الحين والآخر. وقد لعبت فرق متجولة، مثل فريق أوريجينال كلتيكس (Original Celtics) (Original Celtics) وكذلك اثنين من الفرق الأمريكية ذات الأصول الأفريقية، وهما نيويورك رينيسانس فايف (New York Renaissance Five ‏) (New York Renaissance Five) (المعروف باسم رينس "Rens") وهارليم جلوبتروترز (هارلم غلوبتروترز) (Harlem Globetrotters) (الذي بقى موجودًا حتى عام 2009)، نحو مائتي مباراة سنويًا خلال جولاتها المحلية التي اعتادت القيام بها.الجدير بالذكر أن كرة السلة للسيدات (كرة السلة للسيدات) كانت أكثر تنظيمًا.في عام 1905، أنشأت الرابطة الأمريكية للياقة البدنية (American Physical Education Association) (American Physical Education) اللجنة التنفيذية المختصة بوضع قواعد كرة السلة والتي تم تشكيلها من قِبل اللجنة الوطنية لكرة السلة للسيدات. ودعت هذه القواعد إلى أن يتراوح عدد الفريق الواحد ما بين ستة إلى تسعة لاعبين بالإضافة إلى 11 إداريًا. وقد نظم الاتحاد الدولي للرياضات النسائية (International Women's Sports Federation) (International Women's Sports Federation) (الذي أُنشئ في عام 1924) مسابقة لكرة السلة للسيدات. وبحلول عام 1925، تم تشكيل نحو 37 منتخبًا تم اختيارها من مباريات كرة السلة التي أُقيمت في المدارس الثانوية أو في الولايات. وفي عام 1926، دعم اتحاد الرياضيين الهواة أول بطولة محلية لكرة السلة للسيدات (national women's basketball championship ‏)، والتي تشابهت قواعدها بشكل تام مع القواعد المنظمة لكرة السلة للرجال. وفي عام 1929، تم اختيار أول فريق من أفضل لاعبات كرة السلة الأمريكية للسيدات من قِبل اتحاد الرياضيين الهواة (AAU).كما بدأ دوري الشركات الصناعية للسيدات في الظهور في أنحاء الولايات المتحدة الأمريكية، وهو ما أدى إلى إفراز لاعبات شهيرات مثل بابي ديدريكسون (بابي ديدريكسون) التي كانت تنتمي لمجموعة من النساء الرياضيات اللائي أطلق عليهن اسم جولدين سيكلونز (Golden Cyclones) (Golden Cyclones)، كما ظهر أيضًا فريق كرة السلة للسيدات المحترفات المعروف باسم فريق أول أمريكانز ريد هيدز (All American Red Heads Team) (All American Red Heads) والذي دخل في منافسات ضد فرق للرجال، اعتمادًا على تطبيق القواعد المنظمة لكرة السلة للرجال.وبحلول عام 1938، تغيرت البطولة الوطنية للسيدات من بطولة تعتمد لعبة كرة السلة فيها على ملعب مُقسَّم إلى ثلاثة أجزاء إلى بطولة تُمارس فيها اللعبة داخلملعب مُقسَّم إلى جزأين مع تألف كل فريق من ستة لاعبين (two-court game with six players per team ‏).وفي عام 1937، تم تنظيم أول مباراة بطولة محلية للرجال، وهي البطولة الخاصة بالرابطة الوطنية لكرة السلة بين الكليات، والتي لا زالت موجودة حتى الآن تحت اسم بطولة (tournament) الرابطة الوطنية للاعبين الرياضيين بين الكليات (الرابطة الوطنية لألعاب القوى بين الكليات) (NAIA).كما تم تنظيم البطولة الأولى لفرق الرابطة الوطنية للطلبة الرياضيين في الكليات، والمعروفة باسم دورة المشاركة الوطنية (National Invitation Tournament) (National Invitation Tournament - NIT) في نيويورك في عام 1938، وتلا ذلك بعام واحد تنظيم دروة الرابطة الوطنية للطلبة الرياضيين في الكليات (NCAA national tournament ‏) والمعروفة اختصارًا باسم (NCAA national tournament).
في الفترة ما بين عامي 1948 و1951، شاب مباريات كرة السلة بين الكليات الكثير من فضائح المراهنات، وذلك عندما تورط عشرات اللاعبين ممن ينتمون لفرق متميزة في عمليات تحايل في نتائج المباريات (التلاعب في المباريات) وعمليات تحايل في إحراز النقاط (point shaving).وقد فقدت دورة المشاركة المحلية الدعم والتشجيع الذي كانت تتلقاه لينتقل لصالح بطولة الرابطة الوطنية للاعبين الرياضيين بين لطلاب الكليات بشكل جزئي بسبب ما أُلصق بها من اتهامات تتعلق بممارسات الغش والاحتيال.

### الرابطة الوطنية لكرة السلة الأمريكية (المعروفة أيضًا باسم الدوري الأمريكي لكرة السلة للمحترفين)
في عام 1946، تم إنشاء الرابطة الأمريكية لكرة السلة (Basketball Association of America - BAA)، وهي التي تكفلت بتنظيم فرق كرة السلة لكبار المحترفين وترتب على إنشائها نيل لعبة كرة السلة للمحترفين شعبية أكبر.وقد أقيمت أول مباراة في كرة السلة في مدينة تورونتو بمقاطعة أونتاريوا في كندا بين كل من فريقي تورونتو هاسكيز (Toronto Huskies) (Toronto Huskies) ونيويورك نيكربوكيرز "نيكس" (نيويورك نيكس) (New York Knickerbockers) في 1 نوفمبر عام 1946.بعد مرور ثلاثة مواسم، أي في عام 1949، تغيرت رابطة أمريكا لكرة السلة (BAA) لتصبح الرابطة الوطنية لكرة السلة الأمريكية (الرابطة الوطنية لكرة السلة) (NBA).وقد ظهرت الرابطة الأمريكية لكرة السلة (الرابطة الأمريكية لكرة السلة) American Basketball Association (ABA) في عام 1967، وسرعان ما أصبحت مصدر تهديد لسيطرة الرابطة الوطنية لكرة السلة الأمريكية National Basketball Association (NBA) على مجريات هذه اللعبة إلى أن تمت عملية اندماج رابطة ABA مع NBA (ABA-NBA merger) في عام 1976.هذا ويعد دوري الرابطة الوطنية لكرة السلة الأمريكية (NBA) بمثابة أكبر دوري كرة سلة للمحترفين في العالم من حيث الشعبية والأجور المدفوعة والموهبة فضلاً عن مستوى المنافسة.
قَدّمت الرابطة الوطنية لكرة السلة الأمريكية العديد من لاعبي كرة السلة المشهورين. ومن بين هؤلاء اللاعبين: جورج ميكان (جورج ميكان)، أول لاعب خط وسط يحظى بشهرة واسعة، وبوب كوزي (بوب كوزي)، صاحب الموهبة الفذة في مهارات التحكم بالكرة، وبيل راسيل (بيل راسيل) أسطورة الدفاع، والثلاثة كانوا ينتمون لفريق بوسطن كلتيكس (بوسطن سيلتكس)(Boston Celtics). هذا بالإضافة إلى ويلت تشامبرلين (ويلت تشامبرلين)، والذي لعب في بادئ الأمر لفريق هارليم جلوبتروترز (هارلم غلوبتروترز) الشهير، فضلاً عن نجوم ذات مهارات متعددة أمثال أوسكار روبرتسون (أوسكار روبرتسون) وجيري ويست (جيري ويست)، علاوة على لاعبي خط الوسط المتميزين الذين ظهروا في الآونة الأخيرة أمثال كريم عبد الجبار (كريم عبد الجبار) وكارل مالون (كارل مالوني). كما تميزت هذه الرابطة أيضًا بلاعب الهجوم الخلفي جون ستوكتون (جون ستوكتون) الذي يقود الهجوم في فريقه ولاعب خط الهجوم الفذ الذي طالما أسعد الجماهير جوليوس إرفينج (يوليوس إرفينغ) (Julius Erving)، فضلاً عن النجوم الأوروبيين أمثال ديرك نوفيتسكي (ديرك نوفيتسكي) (Dirk Nowitzki) ودرازين بيتروفيتش (درازن بيتروفيتش) (Drazen Petrovic)، بالإضافة إلى ثلاثة لاعبين أقر الكثيرون بأن الفضل يرجع إليهم في الانتقال بلعبة كرة السلة للمحترفين إلى أعلى مستوى لها من الشعبية، وهم: لاري بيرد (لاري بيرد) وإرفين "ماجيك" جونسون (ماجيك جونسون) ومايكل جوردان.
في عام 2001، أسست الرابطة الوطنية لكرة السلة الأمريكية دوري تطويري أطلقت عليه دوري تطوير الرابطة الوطنية لكرة السلة الأمريكية (NBDL (دوري الرابطة الوطنية لفئة التطوير). وفي عام 2008، وصل عدد الفرق المشاركة في هذا الدوري إلى ستة عشر فريقًا.
تشكل فرق كرة السلة نحو 13 في المائة من الرياضات الاحترافية في الولايات المتحدة الأمريكية، ويصل متوسط عدد الجماهير التي تحرص على الحضور بانتظام لمباريات دوري الرابطة الوطنية لكرة السلة نحو 17558 متفرجًا، مع ملاحظة تفاوت هذا الرقم مع الفرق صاحبة الشعبية الأعلى أمثال شيكاغو بولز حيث يصل عدد جمهوره إلى (22103)، أما ديترويت بيستونز فيصل عدد جمهوره إلى (22076)، بينما يصل عدد جمهور كليفلاند كافالييرز إلى (20499).هذا ويصل مجموع عائدات فرق الرابطة الوطنية لكرة السلة الأمريكية الثلاثين إلى نحو 3.37 مليار دولار أمريكي، وهو رقم لا يزال في تصاعد.

### الرابطة الوطنية لكرة السلة الأمريكية للسيدات
في عام 1997، تم إنشاء الرابطة الوطنية لكرة السلة الأمريكية للسيدات (WNBA) بدعم من قِبل الرابطة الوطنية لكرة السلة الأمريكية (NBA).وعلى الرغم من أن الحضور الجماهيري لمشاهدة مباريات دوري هذه الرابطة كان ضعيفًا، فإن هناك عددًا من اللاعبات المشهورات أمثال: (ليزا ليزلي (ليزا ليزلي) وديانا توراسي (ديانا توراسي) وكانديس باركر (كانداس باركر) فضلاً عن أخرى ات غيرهن) قد ساهمن في زيادة شعبية دوري هذه الرابطة ومستوى المنافسة به.يُشار إلى أن هناك بعض مسابقات الدوري الأخرى لكرة السلة للسيدات المحترفات (الرياضة النسائية الاحترافية) في الولايات المتحدة الأمريكية، مثل الدوري الأمريكي لكرة السلة (1996-1998) (American Basketball League (1996-1998))، والذي قلت شعبيته نوعًا ما بسبب شعبية دوري الرابطة الوطنية لكرة السلة الأمريكية للسيدات(WNBA) (الاتحاد الوطني لكرة السلة النسائية).
وينظر الكثيرون إلى الرابطة الوطنية لكرة السلة الأمريكية للسيدات على أنها إحدى مسابقات الدوري التي تجذب اهتمام فئة معينة من المشاهدين.ومع ذلك، فإن هذا الدوري قد تقدم مؤخرًا خطوات نحو الأمام.
في حزيران/يونيو 2007، وقعت رابطة WNBA عقدًا ممتدًا مع شبكة ESPN الرياضية التليفزيونية (إي إس بي إن). ويسري هذا العقد التليفريوني في الفترة ما بين عامي 2009 حتي 2016.وقد تزامن مع هذا العقد دفع أول رسوم تتعلق بالحقوق (حقوق البث التليفزيوني أو الإعلاني وما إلى ذلك) لإحدى مسابقات دوري الرياضات الاحترافية للسيدات.وعلى مدار السنوات الثماني الخاصة بمدة سريان هذا العقد، سيتم توزيع «الملايين والملايين من الدولارات الأمريكية على فرق هذا الدوري».
الجدير بالذكر أن مبارايات دوري الرابطة الوطنية لكرة السلة الأمريكية للسيدات (WNBA) المنقولة على محطات التليفزيون المحلية تستقطب عدد مشاهدين أكبر يصل إلى (413000) وهو عدد يفوق مشاهدي مباريات كل من دوري كرة القدم الأمريكي(MLS) (الدوري الأمريكي لكرة القدم) الذي يصل عدد مشاهديه إلى (253000)  وكذلك دوري الهوكي الوطني(NHL (دوري الهوكي الوطني) الذي يصل عدد مشاهديه إلى (310732)  وهو مؤشر جيد يدل على مدى تطور هذا الدوري.
في مقال نُشر في 12 مارس 2009، قال ديفيد ستيرن (الرابطة الوطنية لكرة السلة) مفوض الرابطة الوطنية لكرة السلة الأمريكية (ديفيد ستيرن) إنه في ظل الأزمة الاقتصادية الحالية، «تحقق الرابطة الوطنية لكرة السلة الأمريكية للسيدات (WNBA) أرباحًا تفوق تلك التي تحققها الرابطة الوطنية لكرة السلة الأمريكية للرجال (NBA). إننا نخسر الكثير من الأموال بين عدد كبير من الفرق.ولذا، فنحن نقوم بترشيد ميزانية الرابطة الوطنية لكرة السلة الأمريكية للسيدات للوصول إلى نقطة تعادل بين الرابطتين ولو في هذا العام فقط.» 

### الرابطة الفلبينية لكرة السلة
يعد دوري الرابطة الفلبينية لكرة السلة (The Philippine Basketball Association) ثاني أقدم دوري للمحترفين في العالم.وتمت إقامة أول مباراة فيه في 9 أبريل 1975 داخل صالة أرانيتا كوليسيوم (Araneta Coliseum) (سمارت أرانيتا كوليسيوم ‏) في كوبا (كيزون (مدينة)))Cubao)بمدينة كويزون (كيزون (مدينة)).الفلبين (الفلبين).هذا وقد تأسست هذه الرابطة نتيجة «لتمرد» عدة فرق كانت تنتمي لرابطة مانيلا الصناعية والتجارية للرياضيين (Manila Industrial and Commercial Athletic Association) (غير الموجودة حاليًا) والتي كانت تسيطر عليها بشدة الرابطة الفليبينية لكرة السلة (Basketball Association of the Philippines) (غير الموجودة أيضًا حاليًا). وقد أقر الاتحاد الدولي لكرة السلة بعد ذلك (FIBA) هذه الرابطة.الجدير بالذكر أن تسعة فرق كانت تنتمي لرابطة مانيلا الصناعية والتجارية للرياضيين (MICAA) قد شاركت في أول موسم لدوري كرة السلة تم افتتاحه في 9 أبريل عام 1975.
وقد قَدّمت الرابطة الفلبينية لكرة السلة (الرابطة الفلبينية لكرة السلة) العديد من لاعبي كرة السلة المشهورين مثل نجوم اللعبة الحاليين المتألقين من أمثال: جاري ديفيد (غاري ديفيد) وجيمس ياب (جيمس ياب) ومارك كاجيوا (مارك كاجويوا) وويلي ميلر (ويلي ميلر) وكيلي ويليامز (كيلي ويليامز (كرة سلة)) وسايروس باجيو (سايروس باغيو) (Cyrus Baguio) وكثيرين غيرهم.كما قَدّمت الرابطة الفلبينية السابقة لكرة السلة عددًا من نجوم اللعبة البارزين أمثال: آلان كايديك (ألان كايديك) (Allan Caidic) وبينجي باراس (بنجي باراس) (Benjie Paras) وروبرت جاوريسكي (روبرت جاورسكي) (Robert Jaworski) ورامون فيرنانديز (رامون فيرنانديز) (Ramon Fernandez) وفرانسيس أرنايز (فرانسيس أرنايز) (Francis Arnaiz) وأتوي كو (أتوي كو) (Atoy Co) وبوجس أدورنادو (بوجس أدورنادو) (Bogs Adornado) وفيليب سيزار (Philip Cezar) (Philip Cezar) وألفين باتريمونيو (ألفين باتريمونيو) (Alphin Patrimonio) وجوجو لاستيموزا (جوجو لاستيموسا) (Jojo Lastimosa) وغيرهم كثيرين.

### كرة السلة الدولية
تم تأسيس الاتحاد الدولي لكرة السلة في عام 1932 بواسطة ثماني دول مؤسسة، وهي: الأرجنتين وتشيكوسلوفاكيا واليونان وإيطاليا ولاتفيا والبرتغال ورومانيا وسويسرا.وفي هذا التوقيت، كان هذا الاتحاد يشرف فقط على تنظيم شئون اللاعبين الهواة.هذا وقد اشتق الاختصار الذي يشير إلى هذا الاتحاد (FIBA) من الاسم الفرنسي له وهو Fédération Internationale de Basketball Amateur)، والذي يعني الاتحاد الدولي لكرة السلة للهواة.
تم إدراج (كرة السلة في الألعاب الأولمبية الصيفية) فعاليات مسابقة كرة السلة للرجال للمرة الأولى في دورة الألعاب الأوليمبية في برلين عام 1936، على الرغم من إقامة مباراة توضيحية للعبة كرة السلة في عام 1904.وقد هزم فريق الولايات المتحدة الأمريكية فريق كندا في أول نهائي تمت إقامته خارج الصالات.الجدير بالذكر أنه عادة ما تهيمن الولايات المتحدة على الفوز بهذه المسابقة، حيث فاز فريقها بكل الألقاب فيما عدا ثلاثة ألقاب فقط؛ فكانت الهزيمة الأولى لها في نهائي مثير للجدل حيث أقيم بينها وبين الاتحاد السوفيتي في ميونيخ في ألمانيا عام 1972. وفي عام 1950، أُقيمت بطولة العالم الأولى لكرة السلة للرجال من قِبل الاتحاد الدولي لكرة السلة (FIBA) (كأس العالم لكرة السلة) في الأرجنتين. وبعد مرور ثلاث سنوات، أُقيمت بطولة العالم لكرة السلة للسيدات من قِبل الاتحاد الدولي لكرة السلة (كأس العالم لكرة السلة للنساء) في شيلي. من ناحية أخرى، تم إدراج فعاليات مسابقة كرة السلة للسيدات في دورة الألعاب الأوليمبية التي أقيمت في مدينة مونتريال بكندا في عام 1976، وذلك بمشاركة فرق: الاتحاد السوفيتي والبرازيل وأستراليا في منافسة مع فرق أمريكية.
في عام 1989، أسقط الاتحاد الدولي لكرة السلة عامل التمييز الذي كان يفرق بين اللاعبين الهواة والمحترفين. ومن ثم، فإنه في عام 1992، شارك اللاعبون المحترفون للمرة الأولى في دورة الألعاب الأوليمبية.وقد استمرت هيمنة فريق الولايات المتحدة الأمريكية على عرش كرة السلة مع ظهور فريق دريم (منتخب الولايات المتحدة لكرة السلة) (Dream Team) الأمريكي.بيد أنه ومع تطوير برامج ممارسة كرة السلة والتدريب عليها في دول أخرى، بدأت بعض المنتخبات الوطنية الأخرى تحقق الفوز على الولايات المتحدة الأمريكية.والدليل على ذلك أن فريقًا ينتمي لاعبوه جميعهم إلى الرابطة الوطنية لكرة السلة الأمريكية (NBA) قد وصل إلى المركز السادس في بطولة العالم لكرة السلة التي أقيمت في عام 2002 في مدينة إنديانابوليس (إنديانابوليس) بعد يوغوسلافيا (منتخب يوغوسلافيا الوطني لكرة السلة) والأرجنتين (منتخب الأرجنتين لكرة السلة) وألمانيا (منتخب ألمانيا لكرة السلة) ونيوزيلندا (منتخب نيوزيلندا لكرة السلة) وإسبانيا (منتخب إسبانيا لكرة السلة). وفي دورة أثينا الأوليمبية لعام 2004 (الألعاب الأولمبية الصيفية 2004)، تجرعت الولايات المتحدة أول خسارة أوليمبية لها في تاريخها برغم لاعبيها المحترفين، حيث مُنيت بهزيمتين من فريق بورتوريكو (منتخب بورتوريكو لكرة السلة للرجال) (حيث خسرت 19 نقطة) ومن فريق ليتوانيا (منتخب ليتوانيا لكرة السلة) في مباريات المجموعات، ثم ما لبثت أن خرجت من البطولة على يد منتخب الأرجنتين (منتخب الأرجنتين لكرة السلة) في مباراة ما قبل النهائي. بيد أنها استطاعت أن تفوز في نهاية الأمر بالميدالية البرونزية بعد هزيمتها لليتوانيا لتصل إلى المركز الثالث بعد كل من الأرجنتين وإيطاليا (منتخب إيطاليا لكرة السلة).
تُنظم في جميع أنحاء العالم بطولات كرة سلة للفتيان والفتيات من جميع الأعمار.هذا وينعكس مدى ما تحظى به هذه الرياضة من شعبية عالمية في تعدد جنسيات لاعبي دوري الرابطة الوطنية لكرة السلة الأمريكية. ذلك أن فرق هذه الرابطة تكتظ بلاعبين قادمين إليها من جميع أنحاء العالم.
- لوي دينج (لوول دينغ) نجم هجوم فريق شيكاغو بولز (شيكاغو بولز)، يعد أحد اللاجئين السودانيين (السودان) الذين استقر بهم المقام في بريطانيا العظمى.
- ستيف ناش (ستيف ناش)، الذي فاز عامي 2005 و2006 بجائزة أفضل لاعب في دوري الرابطة الوطنية لكرة السلة الأمريكية (NBA MVP) (إم في بي (جائزة))، هو كندي الجنسية ومولود في جنوب إفريقيا.
- أندريا بارجناني (أندريا بارغناني) لاعب إيطالي الجنسية يلعب لفريق تورونتو رابتورز (تورونتو رابتورز)، وقد جاء على رأس قائمة المختارين في [[النظام الأمريكي لاختيار لاعبين جدد للانضمام لفرق دوري الرابطة الوطنية لكرة السلة الأمريكية (NBA Draft) لعام 2006 (وهذا النظام يكون فيه اختيار اللاعبين الجدد مقصورًا على الفرق الرياضية المحترفة التابعة لاتحاد رياضي واحد، وذلك تجنبًا للمنافسة فيما بينها في الحصول على نفس اللاعبين)|النظام الخاص باختيار لاعبين جدد للانضمام لفرق الرابطة الوطنية لكرة السلة الأمريكية (NBA Draft) لعام 2006]] (إن بي إيه درافت 2006  [لغات أخرى]‏).إضافة إلى ذلك، فقد قضى النجم الأمريكي المتألق كوبي براينت (كوبي براينت) الكثير من طفولته في إيطاليا حيث كان يلعب والده (جو براينت) هناك.
- اللاعب الألماني ديرك نوفيتسكي (ديرك نوفيتسكي) هو أحد نجوم فريق دالاس مافيريكس (دالاس مافيريكس) البارعين، والحاصل على جائزة أفضل لاعب في دوري الرابطة الوطنية لكرة السلة الأمريكية لعام 2007.
- يعد باو جاسول (باو جاسول) نجم نجوم فريق لوس أنجليس ليكرز (لوس أنجلوس ليكرز)، والذي اختير ضمن فريق أفضل نجوم دوري الرابطة الوطنية لكرة السلة الأمريكية، لاعبًا إسباني الجنسية.
- أندرو بوجوت (أندرو بوجوت) لاعب أسترالي الجنسية وينتمي إلى فريق ميلووكي باكز (ميلووكي باكز)، وقد تصدر قائمة اللاعبين الجدد المرشحين للانضمام لفرق دوري الرابطة الوطنية لكرة السلة الأمريكية لعام 2005 (إن بي إيه درافت 2005  [لغات أخرى]‏).كما يعد اللاعب المبتدئ ناثان جاواي (ناثان جاوي) أول لاعب أسترالي الأصل (سكان أستراليا الأصليون) يلعب على الإطلاق في دوري الرابطة الوطنية لكرة السلة الأمريكية لموسم 2008-2009.
- لاعب خط الوسط في فريق هيوستن روكتس (هيوستن روكتس) هو ياو مينج (ياو مينغ) من الصين.
- يحمل اللاعب بيا ستوياكوفيتش (بيجا ستوجاكوفتش)(Peja Stojakovic) ـ المختار ضمن منتخب الرابطة الوطنية لكرة السلة وصاحب لقب أفضل مسدد للرميات الثلاثية سابقًا ـ الجنسية الصربية (صربيا).
- يحمل اللاعب أندري كيريلينكو (أندريه كيريلينكو) ـ المختار ضمن منتخب الرابطة الوطنية لكرة السلة ـ الجنسية الروسية.
- يحمل كل من لياندرو باربوسا (لياندرو باربوسا) مدافع فريقفوينكس صانز (فينيكس صنز) ونيني (نيني (لاعب كرة سلة)) (Nenê) مهاجم فريق دنفر ناجتس (دنفر ناغتس) الجنسية البرازيلية (البرازيل).
- يحمل لاعبا الوسط زيدروناس إيلجاوسكاس (زيدروناس إيلجوسكاس)في فريق كليفلاند كافالييرز (كليفلاند كافالييرز) واللاعب لينا كليزا (ليناس كليزا) في فريق دنفر ناجتس الجنسية الليتوانية (ليتوانيا).
- ربما لا يوجد فريق بدوري الرابطة الوطنية لكرة السلة الأمريكية (NBA) معروف بلاعبيه الدوليين مثل فريق سان أنطونيو سبرز (سان أنطونيو سبرز) (San Antonio Spurs).فاللاعبون الثلاثة الأبرز في الفريق دوليون، وهم: تيم دانكن من جزر فيرجين الأمريكية (جزر العذراء الأمريكية) ومانو جينوبيلي (مانو جينوبيلي) من الأرجنتين (الأرجنتين) وتوني باركر (توني باركر) من فرنسا.(يلعب دانكن لصالح فريق الولايات المتحدة الأمريكية على الصعيد الدولي، وذلك نظرًا لأن جزر فيرجين لم تكن قد كَوّنت فريقًا في كرة السلة يمثلها في المسابقات الدولية إلا بعد بدء دانكن اللعب دوليًا بفترة كبيرة، فضلاً عن أنه يتم اعتبار جميع مواطني جزر فيرجين الأمريكية مواطنين أمريكيين بالمنشأ.)
- يلعب أندريس نوسيوني (أندريس نوسيوني) والذي ينتمي إلى نفس بلد اللاعب مانو جينوبيلي في فريق ساكرامنتو كينجز (سكرامنتو كينغز).

حتى في تسعينيات القرن الماضي، تمكن العديد من اللاعبين غير الأمريكيين من كسب شهرة كبيرة في دوري الرابطة الوطنية لكرة السلة الأمريكية، مثل اللاعبين الكرواتيين درازين بيتروفيتش (درازن بيتروفيتش) (Dražen Petrović) وتوني كوكوك (توني كوكوتش) (Toni Kukoč)، واللاعب الصربي فالدي ديفاتش (فلاد ديفاك) (Valde Divac)، واللاعبين الليتوانين أرفيداس سابونيس (أرفيداس سابونيس) (Arvydas Sabonis) وساروناس مارسيوليونيس (شاروناس مارتشيوليونيس) (Šarūnas Marčiulionis)، إلى جانب اللاعب الألماني ديتليف شريمبف (ديتليف شريمبف) (Detlef Schrempf).
تجدر الإشارة إلى أن منتخبي العالم (المنتخب الذي يتم تشكيله من أفضل اللاعبين المشاركين في بطولة عالم ما) الذين تم اختيارهما في آخر بطولتي عالم للاتحاد الدولي لكرة السلة (FIBA) (كأس العالم لكرة السلة)، واللتين أقيمتا عامي 2002 (2002) في مدينة إنديانابوليس (إنديانابوليس) و2006 (2006) في اليابان قد أظهرتا مدى الانتشار المثير لهذه اللعبة على الصعيد العالمي.فلم يكن هناك سوى لاعب أمريكي واحد فقط في أحد هذين المنتخبين، ويُدعى كارميلو آنتوني (كارميلو أنطوني) والذي تم اختياره في منتخب بطولة عام 2006.ففي عام 2002، ضم هذا المنتخب اللاعبين: نوفيتسكي وجينوبيلي وياو وبيا ستوياكوفيتش (بيجا ستوجاكوفتش) لاعب فريق يوغوسلافيا (حاليًا صربيا (منتخب صربيا لكرة السلة)) وبيرو كاميرون (بيرو كاميرون) (Pero Cameron) لاعب فريق نيوزيلندا.هذا وقد انضم أيضًا جينوبيلي لمنتخب عام 2006، إضافة إلى اللاعبين الآخرين كارميلو آنتوني وبول جاسول وزميله في منتخب إسبانيا (منتخب إسبانيا لكرة السلة) خورخي جارباخوسا (خورخي جارباخوسا) فضلاً عن تيودور بابالوكاس (تيودوروس بابالوكاس) (Theodoros Papaloukas) لاعب المنتخب اليوناني. يذكر أن اللاعبين الوحيدين الذين لم يلعبا في دوري الرابطة الوطنية لكرة السلة الأمريكية (NBA) في هذين المنتخبين هما كاميرون وبابالوكاس.هذا وتظهر مدى قوة لعبة كرة السلة على الصعيد الدولي جلية عند التعرف على صاحب شرف الفوز بآخر ثلاث بطولات عالم نظمها الاتحاد الدولي لكرة السلة، حيث فازت صربيا ببطولتي عامي 1998 (كانت تُعرف آنذاك بيوغوسلافيا) و2002، فيما فازت إسبانيا ببطولة عام 2006.

## القواعد & القوانين
غالبًا ما تتباين المقاييس والحدود الزمنية المتعلقة بقواعد كرة السلة التي سيتم تناولها في هذا الجزء بين المسابقات والاتحادات المختلفة، غير أنه سيتم الاعتماد على القواعد الدولية وقواعد دوري الرابطة الوطنية لكرة السلة الأمريكية (NBA) في هذا الجزء.
يتمثل هدف مباراة كرة السلة النهائي في أن يتفوق أحد الفريقين المتنافسين على الفريق الآخر من حيث عدد النقاط التي يحرزها وذلك من خلال رمي الكرة داخل سلة هذا المنافس من أعلى مع العمل على منع هذا المنافس من أن يقوم هو الآخر بذلك. ويطلق على محاولة إحراز النقاط بهذه الطريقة اسم التسديد (shot).هذا وتُحتسب التسديدة الناجحة بنقطتين أو ثلاث نقاط (الرميات الثلاثية) إذا تم تنفيذها من خارج قوس الثلاث نقاط والذي يبعد عن السلة بمقدار 6.25 مترًا (20 قدمًا و6 بوصات) في المباريات الدولية و23 قدمًا و9 بوصات (7.24 مترًا) في مباريات دوري الرابطة الوطنية لكرة السلة الأمريكية (NBA).

### قواعد اللعب
تُقسم مباراة كرة السلة إلى أربعة أرباع (أشواط) مدة كل ربع 10 دقائق (على صعيد المباريات الدولية) أو 12 دقيقة (على صعيد مباريات دوري الرابطة الوطنية لكرة السلة الأمريكية - NBA).أما فيما يتعلق بمباريات الكليات، فتُقسم المباراة إلى نصفين (شوطين) مدة كل نصف 20 دقيقة في حين يتم تقسيم معظم مباريات المدارس الثانوية إلى أربعة أرباع مدة كل ربع ثماني دقائق. ويتم السماح بخمس عشرة دقيقة للاستراحة في منتصف المباراة، في حين يتم السماح بدقيقتين راحة بعد انتهاء كل ربع «شوط» من الأرباع الأخرى. وتستمر مدة كل فترة من فترات الوقت الإضافي (وقت إضافي)، الذي يُحتسب بعد انتهاء الوقت الأصلي للمباراة بالتعادل، لخمس دقائق. ويتبادل الفريقان سلتيهما مع بدء النصف الثاني للمباراة. إن الوقت المحتسب في اللعب هو وقت اللعب الفعلي؛ حيث يتم إيقاف ساعة المباراة عند توقف اللعب. لذلك، فإن مباريات كرة السلة تستغرق بصفة عامة وقتًا أطول بكثير من الوقت المحدد لها، وعادة ما تستمر لنحو ساعتين.
يتألف كل فريق على أرض الملعب من خمسة لاعبين في وقت واحد (من أصل اثني عشر لاعبًا مسجلين في قائمة كل منهما). هذا ولا تكون عمليات تبديل (substitution) اللاعبين مقتصرةً على عدد معين من اللاعبين، ولكن يمكن إجراؤها فقط عندما يكون اللعب متوقفًا. ويكون لكل فريق مدرب يشرف على تطوير أداء اللاعبين ووضع الاستراتيجيات والخطط التي يلعب بها الفريق، إلى جانب عدد آخر من العاملين في الفريق مثل المدرب المساعد ومدير الفريق والإحصائي والطبيب ومدرب اللياقة البدنية.
ترتدي كل من فرق رجال وسيدات كرة السلة زيًا موحدًا يتألف من شورت وجرسي مطبوع عليه من الأمام والخلف على حد سواء رقم واضح للعيان وليس له مثيل لكل لاعب أو لاعبة داخل الفريق الواحد. ويرتدي اللاعبون أحذية رياضية خفيفة (high-top) توفر مزيدًا من الدعم وقوة التحمل للكاحل.وعادة ما يتم طباعة أسماء الفرق وأسماء اللاعبين بل وأسماء الرعاة، في البطولات التي تُنظم خارج أمريكا الشمالية، على ملابس اللاعبين.
يُسمح بعدد محدود من الأوقات المستقطعة، وهي عبارة عن طلب المدربين إيقاف الساعة ومن ثم إيقاف اللعب للاجتماع لفترة قصيرة بلاعبيهم لمناقشة خطط اللعب. وبصفة عامة، لا تزيد مدة الوقت المستقطع عن دقيقة واحدة فقط، ما لم يستلزم الأمر فاصلاً إعلانيًا بالنسبة للمباريات المذاعة تليفزيونيًا.
يتحكم في سير المباراة إداريون مسؤولون عن تنظيمها ويتألفون من حكم المباراة (يطلق عليه اسم «رئيس الطاقم» في مباريات كرة السلة للرجال في دوري الكليات الأمريكية وفي دوري الرابطة الوطنية لكرة السلة الأمريكية "NBA") وحكم واحد أو حكمين (يُطلق عليهم «حكام» في مباريات كرة السلة للرجال في دوري الكليات الأمريكية ودوري الرابطة الوطنية لكرة السلة الأمريكية) فضلاً عن حكام الطاولة.
وبالنسبة لدوري الكليات ودوري الرابطة الوطنية لكرة السلة الأمريكية والعديد من دوريات المدارس الثانوية الأمريكية، يصل إجمالي عدد الحكام داخل الملعب إلى ثلاثة حكام.أما حكام الطاولة فهم مسؤولون عن تتبع النقاط التي يحرزها كل فريق وضبط وقت المباراة وتسجيل الأخطاء (fouls) الفردية للاعبين والأخطاء الجماعية للفريق والإشراف على تبديل اللاعبين إلى جانب تحديد دور كل فريق في سهم الاستحواذ (possession arrow) على الكرة والإشراف أيضًا على ساعة التوقيت (shot clock) (الساعة التي تحدد الوقت الذي يتعين على الفريق التسديد خلاله).

### الأدوات

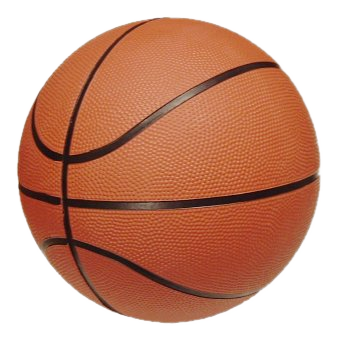
كرة سلة تقليدية ذات تصميم ثماني الأجزاء (كرة)

تنطوي أدوات لعبة كرة السلة الأساسية على كرة سلة وملعب فقط. والملعب عبارة عن مسطح من الأرض مستوي ومستطيل الشكل توجد عند كل من طرفيه المتقابلين سلة معلقة. بيد أنه عند ممارسة هذه اللعبة على مستوى المنافسات والمسابقات، فإن الأمر يتطلب استخدام مزيد من الأدوات مثل الساعات وبطاقات التسجيل (التي تُسجل عليها أهداف المباراة) ولوحة (لوحات) تقييد الإصابات المحرزة في المباراة وأسهم تناوب الدور في الاستحواذ على الكرة وأجهزة إيقاف الساعة التي تعمل بالصافرة.

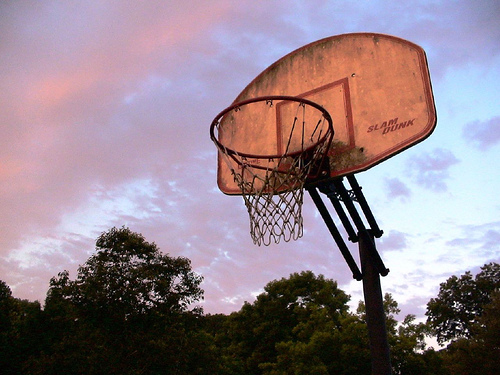
شبكة كرة سلة يتم ممارستها خارج الصالات

تكون مساحة ملعب كرة السلة المطابق للوائح والمواصفات في المباريات الدولية 28 × 15 مترًا (أي حوالي 92 × 49 قدمًا) و94 × 50 قدمًا (أي حوالي 29 × 15 مترًا) في دوري الرابطة الوطنية لكرة السلة الأمريكية (NBA). وتكون معظم ملاعب كرة السلة مصنوعة من الخشب.كما تكون هناك سلة مصنوعة من الصلب تتدلى منها شبكة وهذه السلة مثبتة في لوحة الهدف الخلفية ومعلقة عند جانبي الملعب. وعلى جميع مستويات المسابقات تقريبًا، يكون ارتفاع الحافة العلوية (الإطار المعدني للحلقة التي منها تتعلق الشبكة) عن سطح الملعب 10 أقدام (3.05 مترًا) بالضبط و 4 أقدام (1.2مترًا) من داخل الخط القاعدي. وعلى الرغم من أن الاختلاف يكون ممكنًا في أبعاد الملعب ولوحة الهدف الخلفية، فإنه من الأهمية بمكان أن يكون ارتفاع السلة صحيحًا ومطابقًا للوائح لأن ارتفاع حافة السلة بقليل من البوصات عن الارتفاع القانوني المحدد لها يمكن أن يؤثر سلبًا على عملية التسديد.
هناك أيضًا قواعد بشأن الحجم الذي ينبغي أن تكون عليه كرة السلة. فإذا كانت المباراة المقامة للسيدات، فحينئذ يكون محيط حجم كرة السلة المرخص بها 28.5 بوصة (الكرة فئة حجم 6) ووزنها 20 آونسًا.وبالنسبة للرجال، يكون محيط حجم كرة السلة المرخص بها 29.5 بوصة (الكرة فئة حجم 7) ووزنها 22 آونسًا.

### مخالفات
يمكن التقدم بالكرة تجاه سلة المنافس عن طريق تسديدها أو تمريرها بين اللاعبين الزملاء أو رميها أو ضربها أو دحرجتها أو المراوغة بها (مع ضرورة تنطيطها أثناء الجري بها).
يجب أن تظل الكرة داخل الملعب، حيث يخسر آخر فريق لمس الكرة قبل خروجها خارج حدود الملعب استحواذه على الكرة لصالح الفريق الآخر. لا يجوز لممسك الكرة أن يتحرك خطوتين اثنتين دون تنطيط الكرة، وتعرف هذه المخالفة بالمشي بالكرة (traveling)، كما لا يجوز له تنطيط الكرة على أرضية الملعب باستخدام كلتا يديه أو الإمساك بالكرة أثناء تنطيطها؛ فبذلك يرتكب مخالفة تُعرف بالتنطيط المزدوج (double dribbling ‏) للكرة.لا يتعين أن تكون يد اللاعب تحت الكرة أثناء تنطيطها؛ فقيامه بذلك يجعله يرتكب مخالفة حمل الكرة (carrying the ball ‏).وما إن يستحوذ أحد الفريقين على الكرة في النصف الأمامي من الملعب، فلا يجوز له إرجاعها إلى المنطقة الخلفية الخاصة به (نصف ملعبه).كما لا يجوز ركل الكرة أو ضربها بقبضة اليد. إن مخالفة هذه القواعد كلها تؤدي إلى خسارة الاستحواذ على الكرة أو إعادة تشغيل ساعة التوقيت (shot clock) من جديد إذا تم ارتكابها من قبل لاعب الدفاع.
هناك حدود مفروضة على الوقت المستغرق قبل تحريك الفريق للكرة من نصف ملعبه إلى نصف ملعب الفريق الآخر بعد نجاحه في الحصول عليها (إذ يتعين القيام بذلك في غضون 8 ثوان في المباريات الدولية ومباريات دوري الرابطة الوطنية لكرة السلة الأمريكية "NBA"؛ وفي غضون 10 ثوان في دوري الرابطة الوطنية للألعاب الرياضية لطلاب الكليات ودوري المدارس الثانوية الأمريكية. كما يتعين على اللاعب تسديد الكرة في سلة الخصم في غضون فترة زمنية محددة (24 ثانية في دوري الرابطة الوطنية لكرة السلة الأمريكية و30 ثانية في دوري كرة السلة للسيدات الخاص بالرابطة المحلية للألعاب الرياضية لطلاب الكليات الأمريكية ودوري كرة السلة الخاص بالاتحاد الرياضي للجامعات الكندية (Canadian Interuniversity Sport) لكلا الجنسين، و35 ثانية في مباريات دوري كرة السلة للرجال الخاص بالرابطة الوطنية للطلبة الرياضيين في الكليات). ولا يجوز للاعب الاحتفاظ بالكرة في نصف الملعب الأمامي الذي يقع فيه الهدف لمدة (5 ثواني) أثناء مقاومة لاعب دفاع الفريق الآخر له بشدة. كما لا يُسمح للاعب بالبقاء في منطقة الخصم المحرمة (المنطقة المظللة أو منطقة ثقب المفتاح (key) «المنطقة الواقعة تحت لوحة الهدف الخلفية والتي يشبه شكلها ثقب المفتاح») لمدة (3 ثوان).الجدير بالذكر أنه قد تم وضع هذه القواعد لتعزيز الناحية الهجومية بشكل أكبر في لعبة كرة السلة.
لا يجوز لأي لاعب اعتراض «السلة» أو اعتراض الكرة وهي في طريقها للدخول في السلة، أو إذا كانت على حافة السلة (أو إذا كانت فوق السلة مباشرة وفقًا لما ينص عليه قانون الرابطة الوطنية لكرة السلة الأمريكية)؛ لأن ذلك سيؤدي إلى ارتكاب مخالفة تُعرف باسم الإعاقة غير القانونية لتسجيل هدف. فإذا كان لاعب الدفاع هو من أعاق تسجيل الهدف، فإنه يتم احتساب التسديدة المُحاوَلة تسديدة ناجحة.أما إذا أعاق زميل المُسدِّد نفسه تسجيل الهدف، فإنه يتم إلغاء الهدف واستمرار اللعب مع منح الفريق المدافع حق الاستحواذ على الكرة.

### أخطاء

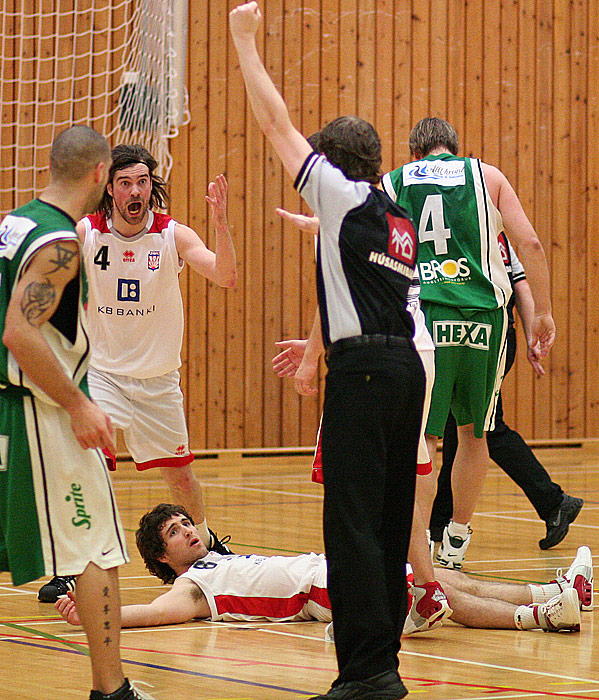
تدل إشارات الحكم على ارتكاب خطأ.

إن القيام بأية محاولة من شأنها إعاقة المنافس بشكل مخالف عن طريق الاحتكاك البدني به يعد أمرًا غير قانوني ويُطلق عليه خطأ.وفي أغلب الأحيان، يرتكب المدافعون هذه الأخطاء؛ بيد أن هذا لا يمنع ارتكابها من قبل لاعبين مهاجمين أيضا.ويحصل اللاعب الذي يتم ارتكاب خطأ ضده على الكرة ليقوم بتمريرها مرة أخرى داخل الملعب أو يحصل على رمية حرة (free throw) واحدة أو أكثر إذا تم ارتكاب الخطأ ضده وهو في حالة تسديد، اعتمادًا على ما إذا كانت التسديدة ناجحة من عدمه.وتُمنح نقطة واحدة فقط في حال إحراز الرمية الحرة، والتي يتم تسديدها من على خط يبعد 15 قدمًا (4.5 مترًا) عن السلة.
وقد يعتمد الحكم على الناحية التقديرية في احتساب الأخطاء (على سبيل المثال، من خلال الحكم على ما إذا كانت هناك مخالفة للقواعد أم لا)، وفي بعض الأحيان تكون الأخطاء مادة للجدل.يشار إلى أن آلية الحكم على الأخطاء ويحاسبها عليها وتتفاوت ما بين مباراة وأخرى، وبين مسابقات الدوري، بل وبين الحكام أنفسهم.
من الممكن أن يحتسب ضد اللاعب أو المدرب، الذي يُظهر سوءًا في الروح الرياضية، من خلال قيامه، مثلاً، بالاعتراض على الحكم أو التشاجر مع لاعب آخر، خطأ أكثر خطورة يعرف باسم الخطأ الفني (technique fote).وتشمل عقوبة هذا الخطأ تنفيذ رميات حرة (تختلف عن رميات الخطأ الشخصي، حيث يمكن للفريق الآخر اختيار أي من لاعبيه لتسديد هذه الرميات)، وتختلف عقوبة هذا الخطأ من دوري إلى آخر.ومن الممكن أن يؤدي تكرار الأخطاء إلى التعرض لعقوبة الاستبعاد (disqualification) من المباراة.يطلق على الأخطاء الصارخة التي يكون فيها الاحتكاك البدني مفرطًا أو التي لا يقصد فيها اللاعب اللعب بالكرة أخطاء لا تمت للروح الرياضية بصلة (أو الأخطاء المتعمدة كما يطلق عليها في دوري الرابطة الوطنية لكرة السلة الأمريكية "NBA") وعادة ما يتعرض مرتكب مثل هذه الأخطاء لعقوبة الطرد.
إذا تخطى أي من الفريقين حدًا معينًا من الأخطاء في غضون فترة زمنية معينة (الربع أو النصف في المبارة) أربعة أخطاء في دوري الرابطة الوطنية لكرة السلة الأمريكية والمباريات الدولية، يُمنح الفريق المنافس رمية حرة أو رميتين حرتين عن كل الأخطاء اللاحقة التي يتم ارتكابها خلال هذه الفترة الزمنية، ويعتمد عدد هذه الأخطاء على طبيعة الدوري الذي تقام فيه المباريات. وفي مباريات كرة السلة لكليات الولايات المتحدة، إذا زادت أخطاء أحد الفريقين عن 7 أخطاء في أي من نصفي (شوطي) المباراة، يُمنح اللاعب الذي ارتُكٍب خطأ ضده رمية حرة واحدة حسب هذه القاعدة. فإذا نجحت هذه الرمية فإنه يتلوها برمية حرة أخرى يؤديها نفس اللاعب، وإذا أخفقت الرمية الحرة الأولى فإن المباراة تستمر. أما إذا تجاوز الفريق 10 أخطاء في أي من نصفي المباراة، ُيمنح الفريق المنافس رميتين حرتين لكل خطأ لاحق يتم ارتكابه في هذا النصف. أما اللاعب الذي يرتكب خمسة أخطاء في أي من المباريات الدولية (تتضمن أخطاء فنية) أو يرتكب ستة أخطاء (لا تتضمن أخطاء فنية) في أي من مباريات دوري الرابطة الوطنية لكرة السلة الأمريكية، فإنه يتم استبعاده من المباراة ولا يُسمح له باستكمالها، ويُقال إنه «قد ارتكب عدد الأخطاء المحدد لإخراجه من الملعب».
بعد ارتكاب الفريق لعدد معين من الأخطاء، يقال إنه «قيد التعرض لعقوبة».وعادة ما يتم توضيح ذلك على لوحات تسجيل الأهداف المحرزة في المباراة من خلال مؤشر مضيء يشير إلى «الرميات الحرة الإضافية التي ُتمنح للاعب تم ارتكاب خطأ ضده عندما يتجاوز الفريق المنافس عدد الأخطاء الجماعية المسموح بها أثناء فترة اللعب» أو «العقوبات»، مع وجود سهم مضيء متجه نحو أحد الفريقين يشير إلى أن هذا الفريق سيحصل على رميات حرة عند ارتكاب أي خطأ ضده من قبل الفريق المنافس.(تشير بعض لوحات التسجيل أيضًا إلى عدد الأخطاء التي تم ارتكابها.)
هذا ويزيد عدد الرميات الحرة التي يتم منحها لفريق ما مع زيادة عدد الأخطاء المرتكبة.ففي بادئ الأمر، يتم منح رمية حرة واحدة، ولكن بعد ارتكاب عدد معين من الأخطاء الإضافية، ربما يتم منح الفريق المنافس (أ) رمية واحدة مع فرصة تسديده لرمية ثانية إذا نجح في تسديد الرمية الأولى، أو (ب) رميتين اثنتين. إذا لم ينجح أحد الفريقين في إحراز الرمية الأولى من رميتين حرتين (يتم تنفيذ الثانية فقط في حالة النجاح في تسديد الأولى)، فإنه يحق للفريق المنافس محاولة استعادة حيازة الكرة ومواصلة اللعب.أما إذا لم ينجح أحدهما في تسديد الرمية الأولى من رميتين حرتين منح إياهما على إثر ارتكاب خطأ ما ضد أحد لاعبيه، فيتعين على الفريق المنافس الانتظار لحين الانتهاء من تسديد الرمية الثانية قبل محاولة استعادة حيازة الكرة ومواصلة اللعب.
إذا تم ارتكاب خطأ ضد لاعب ما أثناء محاولته تسديد الكرة في السلة ولم تُفلح هذه التسديدة، يتم منح هذا اللاعب عددًا من الرميات الحرة مساوِ لقيمة هذه التسديدة التي كان يحاول إحرازها.
فإذا تم ارتكاب خطأ ضد لاعب يحاول إحراز تسديدة عادية بنقطتين، فإنه يحصل على رميتين.
على الجانب الآخر، إذا تم ارتكاب الخطأ أثناء محاولة إحراز تسديدة بثلاث نقاط، فحينئذ يحصل اللاعب على ثلاث رميات.
إذا تم ارتكاب خطأ ضد لاعب أثناء محاولته تصويب تسديدة ما ونجح في إحراز تسديدته هذه، فإنه عادة ما يتم منح هذا اللاعب رمية حرة إضافية بنقطة واحدة.
وبمقارنتها بأي من الرميات العادية التي يتم تنفيذها في المباراة، يمكن تسمية هذه اللعبة «لعبة الثلاث نقاط» نظرًا لأن التسديدة التي تم إحرازها وقت ارتكاب الخطأ تعادل (نقطتين) إضافة إلى الرمية الحرة الإضافية تعادل (نقطة واحدة).
تجدر الإشارة إلى أن هناك أيضًا لعبة الأربع نقاط، وذلك على الرغم من ندرة حدوثها.
وهناك بعض الأخطاء بين اللاعب والكرة ثم اللاعب واللاعب

## طرق وممارسات اللعب الشائعة

### مراكز اللاعبين وخطط اللعب

مراكز لاعبي كرة السلة في المنطقة الهجومية: 1. لاعب هجوم خلفي 2. مدافع مسدد الهدف 3. لاعب هجوم صغير الجسم 4. لاعب الهجوم قوي الجسم 5. لاعب الوسط

على الرغم من أن قواعد لعبة كرة السلة لا تحدد مراكز (مراكز كرة سلة) أو مواضع للاعبين داخل الملعب على الإطلاق، فإن هذا الأمر قد ظهر وتطور كجزء من لعبة كرة السلة.فخلال العقود الخمسة الأولى من تطور لعبة كرة السلة، كان يتم تقسيم مراكز اللاعبين داخل الملعب على النحو التالي: لاعب خط دفاع، ولاعبي هجوم، ولاعبين في مركز الوسط أو لاعبي خط دفاع، ولاعبي هجوم، ولاعب خط وسط واحد. بيد أنه منذ ثمانينيات القرن العشرين، ظهرت مراكز جديدة للاعبين أكثر تحديدًا، وهي:
1. لاعب الهجوم الخلفي (لاعب هجوم خلفي): عادة ما يكون أسرع لاعب في الفريق، ويقوم بتنظيم هجوم فريقه وتوجيهه من خلال قدرته على التحكم في الكرة والتأكد من وصولها للاعب المناسب في الوقت المناسب
2. المدافع مسدد الهدف (مدافع مسدد الهدف) (Shooting guard): يقوم بتسديد قدر كبير جدًا من التسديدات في مرحلة الهجوم، كما يقوم بمراقبة أفضل لاعب محيط لدى الفريق المنافس في مرحلة الدفاع.
3. لاعب الهجوم صغير الجسم (لاعب هجوم صغير الجسم) (Small Forward): غالبًا ما يكون مسئولاً بشكل رئيسي عن إحراز النقاط من خلال سلوك أقصر الطرق نحو السلة والاختراق مع المراوغة بالكرة وتنطيطها؛ أما في حالة الدفاع، فإنه يعمل على الاستحواذ على الكرات المرتدة من مهاجمي الفريق المنافس، ولكنه في بعض الأحيان يقوم بأدوار أخرى أكثر فاعلية من ذلك.
4. لاعب الهجوم قوي الجسم (لاعب هجوم قوي الجسم) (Power forward): يلعب في الهجوم بقوة وغالبًا ما يكون ظهره للسلة؛ وفي مرحلة الدفاع، يلعب تحت سلة فريقه (في طريقة الدفاع المعروفة بدفاع المنطقة) أو يلعب مدافع ضد نظيره مهاجم الفريق المنافس قوي الجسم (في طريقة الدفاع المعروفة بدفاع رجل لرجل)
5. لاعب الوسط (لاعب الوسط (كرة سلة)): يتم الاعتماد على أطول وأقوى لاعبي الفريق في هذا المركز لإحراز النقاط (في مرحلة الهجوم)، أو للدفاع عن سلة فريقة بقوة (في مرحلة الدفاع)، أو للاستحواذ على الكرات المرتدة.

تتسم الأوصاف التي تم تناولها أعلاه بأنها مرنة وقابلة للتغير. ففي بعض المناسبات، تختار بعض الفرق اللعب بثلاثة مدافعين من خلال استبدال أحد المهاجمين أو لاعب الوسط بمدافع ثالث.ويعد مركزا لاعب الهجوم الخلفي والمدافع مسدد الهدف من أكثر المراكز التي يمكن التبديل فيها، وخاصة إذا اتسم لاعبي هذين المركزين بالقيادة الجيدة للفريق ومهارات التعامل مع الكرة والتحكم فيها.
هناك استراتيجيتان دفاعيتان رئيسيتان يتمثلان في: دفاع المنطقة ودفاع رجل لرجل.هذا وينطوي دفاع المنطقة (دفاع عن المنطقة) على تواجد اللاعبين في مواضع دفاعية يدافعون عن سلتهم ضد أي لاعب منافس يتواجد في منطقتهم.أما فيما يتعلق باستراتيجية الدفاع رجل لرجل (الدفاع رجلا لرجل)، فيقوم كل لاعب مدافع بمراقبة لاعب معين من لاعبي الفريق المنافس ومحاولة منعه من القيام بأي عمل يهدد سلة فريقه.
تعد طرق اللعب الهجومية أكثر تنوعًا واختلافًا من طرق اللعب الأخرى، فعادة ما تتضمن تمريرات وتحركات بدون كرة من اللاعبين مُخطَّط لها ومدربين عليها.فقيام لاعب الهجوم بتحرك سريع بدون كرة للوصول إلى موقع متميز يتيح له تسجيل نقاط في سلة الخصم يطلق عليه انطلاقة سريعة ومختصرة.أما المحاولة القانونية التي يقوم بها لاعب الهجوم لإيقاف أحد لاعبي الفريق المنافس من مراقبة أحد زملائه في الفريق، عن طريق الوقوف في طريق هذا المدافع المنافس لإعاقة حركته بشكل مؤقت حتى يتيح لزميله الانطلاق من جانبه فيطلق عليها عمل حاجز أو تغطية.وبهذا يشترك اللاعبان الاثنان فيما يُعرف بحركة [[تغطية واندفاع للأمام (حركة يقوم فيها لاعب بعمل تغطية لزميل له معه الكرة ومن ثم يفر أو يبتعد عن اللاعب المدافع باتجاه مرمى الهدف من أجل استقبال تمريرة)|التغطية والاندفاع للأمام]] (pick and roll)، والتي يقوم اللاعب فيها بعمل تغطية لزميله «والاندفاع إلى الأمام» بعيدًا عن مكان هذه التغطية تجاه السلة.الجدير بالذكر أن حركات التغطية (مناورة يمنع الخصم خلالها من اللعب بطريقة قانونية) والانطلاقات السريعة والمختصرة نحو السلة تعد من طرق اللعب الهجومية المهمة؛ حيث تتيحان القيام بتمريرات سريعة وعمل الفريق بشكل جماعي وهو ما يؤدي إلى النجاح في إحراز الأهداف. دائما ما تتمتع الفرق بالعديد من طرق اللعب الهجومية المخطط لها لضمان عدم توقع الفرق الأخرى المنافسة لتحركات لاعبيها داخل الملعب. ولتحقيق هذا، عادة ما يكون لاعب الهجوم الخلفي هو المسئول عن تحديد وتوضيح طريقة اللعب الهجومية التي سيتم استخدامها عند بدء أي من الهجمات.
مما لا شك فيه أنه يتم التركيز بشكل أكبر على مراكز اللاعبين وخطط اللعب الدفاعية والهجومية في لعبة كرة السلة؛ لذا فإن مدرب أي فريق دائمًا ما يطلب أوقات مستقطعة أثناء اللعب لمناقشة هذه الخطط مع لاعبيه.

### التسديد
يصوب اللاعب تسديدة قصيرة المدى بالوثب، في حين أن لاعب الفريق المنافس المدافع طريح أرض الملعب أو يحاول «عرقلته».
إن التسديد هو محاولة لإحراز نقاط من خلال قذف الكرة داخل السلة. وعلى الرغم من أن طرق التسديد تختلف باختلاف اللاعبين ومواقف التسديد نفسها، فإنه سيتم تناول طريقة التسديد الأكثر شيوعًا بإيجاز في هذه السطور.
ينبغي أن يكون اللاعب في وضع مواجه للسلة مع تباعد القدمين عن بعضهما البعض بمسافة تساوي عرض كتفه تقريبًا، مع مراعاة أن تكون الركبتان مثنيتين قليلاً وأن يكون الظهر مستقيمًا. ويمسك اللاعب بالكرة لتستقر بين رءوس أصابع يده المسيطرة (الذراع المسددة) التي ترتفع عن الرأس بقليل، مع وجود اليد الأخرى على جانب الكرة.ولتوجيه الكرة إلى السلة، يتعين أن يكون مرفق اللاعب في محاذاة رأسية مع الساعد المواجه لاتجاه السلة. ويتم تسديد الكرة عن طريق ثني وبسط الركبتين وبسط الذراع المسدِدة بحيث تصبح مستقيمة، وتتحرك الكرة للأمام وهي تلامس أطراف الأصابع في حين يُكمل معصم اليد حركة انثنائية كاملة نحو الأسفل. ويطلق على سكون حركة الذراع المسدِدة للحظة بعد إطلاق الكرة عملية إتمام الحركة إلى مداها، ولا بد من القيام بها للحفاظ على دقة عملية تسديد الكرة.وبصفة عامة، يتم استخدام الذراع غير المسددة لتوجيه التسديدة فقط، لا لتزويدها بالقوة.
وغاليًا ما يحاول اللاعبون القيام بحركة انفتال خلفي ثابتة للكرة (دوران الكرة على نفسها خلفًا وتراجعها أثناء انطلاقها من يد اللاعب في اتجاه السلة) للتخفيف من حدة اصطدامها بحافة السلة.الجدير بالذكر أن هناك جدلاً ثائرًا بشأن المسار المثالي الذي ينبغي أن تكون عليه التسديدة، إلا أن المدربين يقرون بصفة عامة بأن المسار المنحني المناسب هو المسار المثالي. هذا ويصوب معظم اللاعبين تسديداتهم بشكل مباشر إلى السلة، غير أن المسددين المتمرسين قد يستخدمون لوحة الهدف الخلفية لإعادة توجيه الكرة داخل السلة.
تجدر الإشارة إلى أن أكثر تسديدتين شائعتين تعتمدان على استخدام وضع الجسم الذي تم تحدثنا عنه أعلاه، وهما التسديدة بكلتا اليدين أثناء وقوف اللاعب والتسديدة بالوثب.فيتم تنفيذ التسديدة الأولى من وضع الوقوف، دون رفع أي من القدمين عن أرض الملعب، وهو وضع عادة ما يستخدم عند تنفيذ الرميات الحرة. أما التسديدة بالوثب فيقوم اللاعب بتنفيذها وهو في منتصف وثبه في الهواء، قريبًا من أعلى هذه الوثبة. وهو ما يزود التسديدة بقوة أكبر ونطاق أبعد، كما أن هذا النوع من التسديدات يتيح للاعب الارتفاع أكثر من المدافع.الجدير بالذكر أن الفشل في إطلاق الكرة قبل ملامسة القدمين لأرضية الملعب في هذه التسديدة يحتسب على أنه مخالفة المشي بالكرة.
هناك تصويبة أخرى شائعة يطلق عليها تصويبة بالمتابعة.وتتطلب هذه التصويبة أن يكون اللاعب في وضع حركة باتجاه السلة وأن يسقط الكرة من أعلى داخل السلة، وعادة ما يتم ذلك بعيدًا عن لوحة الهدف الخلفية (يطلق على هذا النوع من التسديدات التي تتم بعيدًا عن لوحة الهدف الخلفية تسديدة بدحرجة الكرة داخل السلة بأصابع اليد.وتعد تسديدة الإدخال القوية للكرة بصورة غير عادية أكثر التسديدات إسعادًا وإمتاعًا للجماهير وتحتاج إلى درجة عالية من الدقة، حيث يثب اللاعب وثبة عالية للغاية، ويلقي بالكرة داخل السلة مباشرة من خلال طوقها.
هناك تسديدة أخرى أصبحت من التسديدات الشائعة وهي «التسديدة الاستعراضية» وهي تسديدة تكون نسبة نجاحها منخفضة، وتكون الكرة خلالها متأرجحة أو متقلبة نتيجة تسديدها بعد جهد كبير أو مصطدمة بلوحة الهدف الخلفية عند ذروة الوثبة أو مسددة بشدة نحو طوق السلة في حالة يكون فيها المسدد فاقدًا لتوازنه أو طائرًا في الهواء أو أثناء سقوطه على الأرض أو في مواجهة السلة من بعيد أو كل هذه الأمور معًا.
يشار إلى أن التسديدة التي تخطئ حافة السلة ولوحة الهدف الخلفية بشكل كامل يطلق عليها كرة هوائية.وهناك تسديدة تصطدم بحافة السلة أو لوحة الهدف الخلفية وتنحرف بعيدًا عنها : تسديدة تصطدم بحافة السلة أو لوحة الهدف الخلفية وتنحرف بعيدًا عنها (يُطلق عليها تسديدة سيئة أو "brick" كما في الإنجليزية.

### الاستحواذ على الكرة المرتدة
يكمن الهدف من الاستحواذ على الكرة المرتدة في النجاح في السيطرة على الكرة بعد محاولة خاطئة لإحراز هدف داخل اللعب أو رمية حرة، وذلك عندما ترتد الكرة من طوق السلة أو لوحة الهدف الخلفية. ويلعب الاستحواذ على الكرة دورًا رئيسيًا في فعاليات المباراة، لأن معظم استحواذات أي من الفريقين على الكرة تنتهي عندما يخطئ أي منهما في تسديدة ما في معظم الأحيان. وهناك نوعان من الاستحواذ على الكرة المرتدة، ألا وهما: الاستحواذ الهجومي، وذلك عندما يستعيد الفريق المهاجم الكرة ولا تتنقل عملية الاستحواذ للفريق المدافع، والاستحواذ الدفاعي، وذلك عندما يتمكن الفريق المدافع من الاستحواذ على الكرة الطليقة. الجدير بالذكر أن غالبية عمليات الاستحواذ على الكرة المرتدة يحصل عليها الفريق المدافع، لأنه يكون في وضع أفضل لاستعادة الكرات الطليقة الناتجة عن التسديدات الخاطئة.

### التمرير
التمرير هو وسيلة تناقل الكرة بين اللاعبين . وتكون معظم التمريرات مصحوبة بالقيام بخطوة للأمام لزيادة قوة تمرير الكرة، ويعقبها إتمام الحركة باليدين لضمان دقة التمريرة.
تتمثل التمريرة الأساسية في كرة السلة في التمريرة الصدرية . حيث يتم تمرير الكرة مباشرة باليدين من صدر اللاعب الممرر إلى صدر اللاعب المستقبل. وتنطوي التمريرة الصدرية الصحيحة على القيام بتحريك إصبعي الإبهام بحركة خارجية سريعة وخاطفة لإضفاء سرعة للتمريرة وعدم إتاحة الوقت الكافي للمدافع للتفاعل معها.
تعد التمريرة المرتدة نوعًا آخر من التمريرات . وفي هذه التمريرة، يقوم الممرر بتمرير الكرة بيديه من صدره إلى اللاعب المستقبل ولكن مع مراعاة أن تضرب في الأرض عند نقطة تعادل ثلثي المسافة بينه وبين اللاعب المستقبل. ومن ثم، فإن الكرة تضرب في أرض الملعب ثم ترتد إلى أعلى ليستلمها المستقبل. يشار إلى أن التمريرة المرتدة تستغرق وقتًا أكبر من التمريرة الصدرية، ولكن صعوبة اعتراضها من قبل الفريق المنافس تكون أكبر (مع الأخذ في الاعتبار أن ركل الكرة بالقدم بشكل متعمد يحتسب مخالفة).لذا، فإن لاعبي كرة السلة كثيرًا ما يلجأون إلى التمريرة المرتدة في الأوقات التي يكون فيها أي من أجزاء الملعب مزدحمًا أو عند تفادي أي من المدافعين.
يتم استخدام التمريرة من فوق الرأس لتمرير الكرة من فوق رأس المدافع . وتنطلق الكرة في الهواء أثناء مرورها فوق رأس اللاعب الذي قام بتمريرها.
يتم تنفيذ التمريرة الخاطفة (Outlet pass) عندما يقوم الفريق بإجراء عملية استحواذ دفاعي على الكرة المرتدة .فيُطلق على التمريرة التي يتم تنفيذها بعد هذه المتابعة اسم التمريرة الخاطفة.
الجدير بالذكر أن السمة الضرورية التي لا بد أن تتوفر في أية تمريرة جيدة أن يستحيل على الفريق المنافس اعتراضها . ويمكن للممررين الجيدين تمرير الكرة بدقة عالية وقراءة ما يدور في أذهان أي من زملائهم والتعرف بالضبط على المكان الذي يود أي منهم استلام الكرة فيه. ولا شك في أن تمرير الكرة دون النظر إلى الزميل الذي سيتلقاها تعد طريقة مميزة للغاية للقيام بذلك. ويطلق على هذه التمريرة تمريرة عمياء.
ثمة طريقة أخرى متقدمة للتمرير تتمثل في التمريرة من وراء الظهر، والتي تتضمن، كما يشير اسمها، قيام الممرر بتمرير الكرة من وراء ظهره إلى أحد زملائه في الفريق . وعلى الرغم من أن بعض اللاعبين قد يقومون بالتمريرات العمياء أو التمريرات من وراء الظهر بكفاءة وفاعلية، فإن العديد من المدربين لا يشجعون لاعبيهم البتة، معتقدين بشدة بأنهما من التمريرات الخطرة التي لا يمكن التحكم بها والتي على الأرجح قد تؤدي إلى خطف الكرة من قبل الفريق المنافس أو تتسبب في التعرض لمخالفات.

### المراوغة

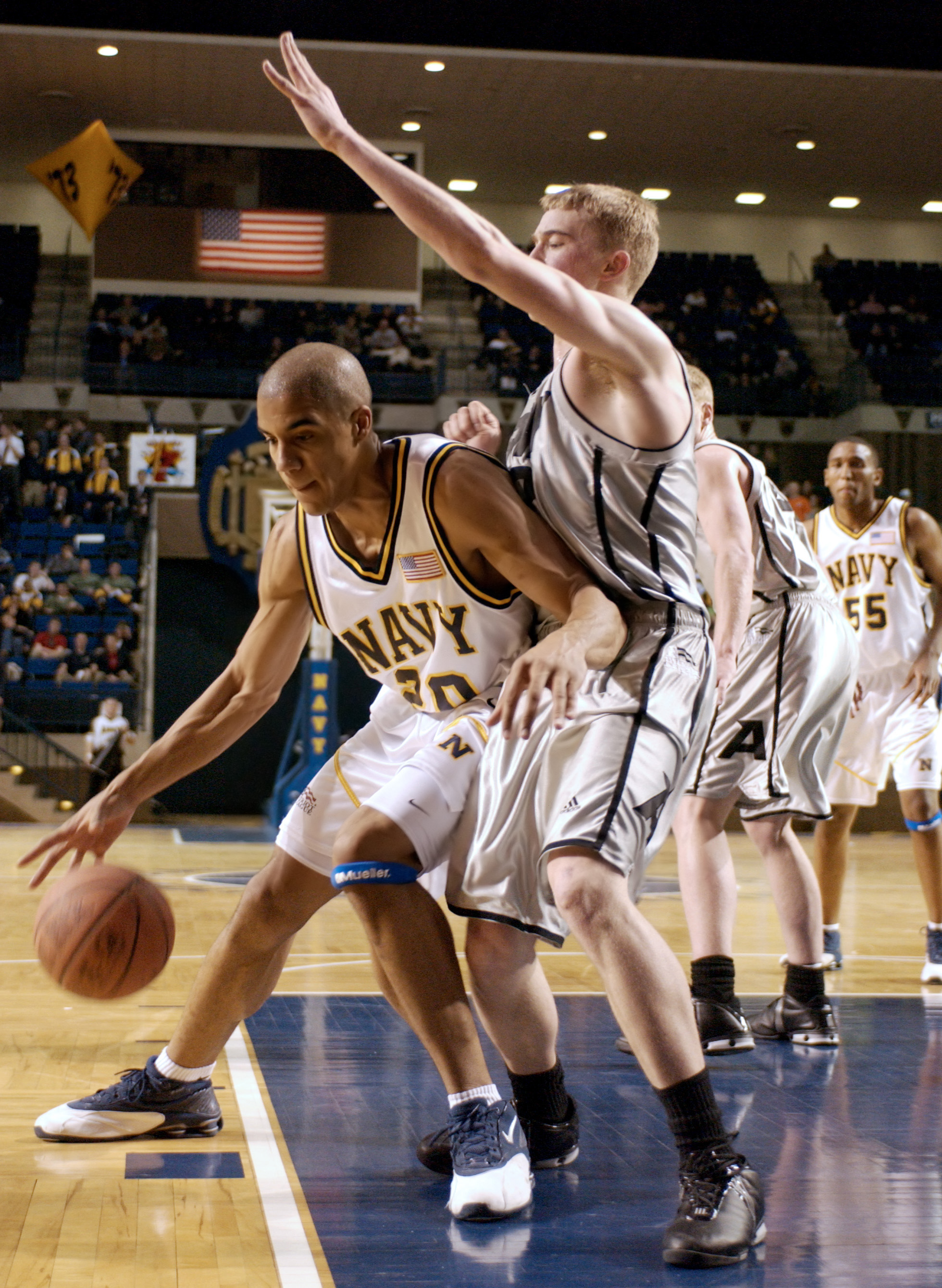
أحد لاعبي الأكاديمية البحرية الأمريكية ("البحرية")، على اليسار، يحاول أن يأخذ وضعًا جيدًا تحت السلة بالقرب من خط الرمية الحرة في حراسة أحد مدافعي الأكاديمية العسكرية الأمريكية ("الجيش")

المراوغة هي فن تنطيط الكرة (تكرار ضرب الكرة بالأرض لترتد إلى اليد) على نحو متواصل باستخدام إحدى اليدين، وهي متطلب أساسي يتعين على اللاعب القيام به للتقدم بالكرة. وليتمكن اللاعب من المراوغة، فإن عليه أن يدفع الكرة باتجاه الأرض بأطراف أصابعه بدلاً من ضربها براحة اليد؛ وذلك لضمان تحكم أكبر في الكرة.
عند المراوغة في حراسة أحد مدافعي الفريق المنافس، يتعين المراوغة باليد البعيدة عن هذا المدافع حتى يصعب عليه بشكل أكبر إمكانية وصوله إلى الكرة والحصول عليها. لذا، فمن الأهمية بمكان أن يتمتع اللاعب بالقدرة على المراوغة بكفاءة بيديه الاثنتين.
عادة ما يميل المراوغون الجيدون بالكرة (أو «المتحكمون الجيدون فيها») إلى ضرب الكرة في الأرض من على بُعد منخفض لتقليل مسافة انتقال الكرة من الأرض إلى اليد، وهو ما يجعل الأمر أكثر صعوبة على المدافع «لخطف» الكرة. علاوة على ذلك، فإن المتحكم الجيد في الكرة عادة ما يراوغ بها من وراء ظهره وبين ساقيه، ويبدل الكرة بين يديه ويغير من اتجاهاته في عملية المراوغة؛ مما يُقلل بشكل أكبر من توقع المنافس لنمط المراوغة الذي سيستخدمه ومن ثم يشكل صعوبة أكبر في الدفاع ضده.ويطلق على هذه اللعبة مراوغة عرضية (Crossover)، والتي تعد أكثر الطرق فاعلية للمرور من المدافعين أثناء عملية المراوغة.
يمكن للاعب الماهر المراوغة بالكرة دون النظر إليها، وذلك باستخدام النزعة الداخلية التي ترشد العقل إلى حركة المراوغة أو الرؤية المحيطية (الرؤية المحيطية) (القدرة على رؤية الأشياء الجانبية أثناء النظر في اتجاه معين) لاستمرار تتبع مكان الكرة. ومن خلال عدم الاضطرار إلى التركيز على الكرة أثناء المراوغة، يمكن للاعب المراوغ البحث عن لاعب آخر في الفريق للتمرير إليه أو إيجاد فرص تهديف، هذا فضلاً عن تفادي خطر قيام أي من لاعبي الفريق المنافس بخطف الكرة منه.

### اعتراض مسار الكرة
يتم اعتراض مسار الكرة عندما يحاول المدافع تغيير مسار التسديدة بعد تصويبها من قبل المهاجم وذلك عن طريق لمس الكرة. وفي معظم أشكال اللعب المختلفة، فإنه من غير القانوني لمس الكرة وهي في طريقها إلى السلة في مسارها المنحني؛ ويعرف هذا بالإعاقة غير القانونية لتسجيل هدف (goaltending).كما أنه من غير القانوني أيضًا اعتراض مسار تسديدة ما بعد لمس الكرة للوحة الهدف الخلفية أو عندما يكون أي جزء من الكرة فوق حافة السلة مباشرة.
ليتسنى للاعب اعتراض مسار تسديدة ما، فإن عليه أن يكون قادرًا على الوصول إلى نقطة أعلى من النقطة التي انطلقت منها هذه التسديدة. لذا، فإن طول اللاعب يعد ميزة في اعتراض مسار أي من التسديدات. وبصفة عامة، يسجل أي لاعب يلعب في مركز المهاجم القوي والطويل أو في مركز وسط الملعب القيام بعمليات اعتراض لمسار الكرة (أو القيام بصدات "blocks") بشكل يفوق أي لاعب يلعب في أي من مركزي لاعبي الدفاع القصيرين. ومع ذلك، فإنه مع التفاعل مع التسديدة في توقيت مناسب والوثب الرأسي بشكل كافٍ، من الممكن أن يتمتع اللاعبون الأقصر طولاً هم الآخرين بفاعلية في اعتراض مسار (صد) أي من التسديدات.

## الطول
على الصعيد الاحترافي، يفوق طول معظم لاعبي كرة السلة 6 أقدام وثلاث بوصات (1.90مترًا)، في حين يفوق طول معظم لاعبات كرة السلة 5 أقدام و7 بوصات (1.70 مترًا).وعادة ما يكون لاعبو الدفاع، الذين تمثل لهم السمات البدنية المتناسقة ومهارات التعامل مع الكرة والتحكم فيها أهمية بالغة، هم اللاعبين الأصغر حجمًا والأقل طولاً. ويكون طول معظم لاعبي الهجوم في مسابقات دوري كرة السلة للرجال المحترفين 6 أقدام و6 بوصات (2 متر) أو أطول من ذلك.في حين يزيد طول معظم لاعبي الوسط «الارتكاز» عن 6 أقدام و10 بوصات (2.1 مترًا).ووفقًا لدراسة أجريت على جميع فرق دوري الرابطة الوطنية لكرة السلة الأمريكية (NBA)، فإن متوسط طول جميع لاعبي هذه الرابطة يصل إلى نحو 6 أقدام و7 بوصات (2.01 مترًا)، مع اقتراب متوسط وزن هؤلاء اللاعبين من 222 رطلاً (101 كيلوجرامًا).يُشار إلى أن أطول لاعبي دوري الرابطة الوطنية لكرة السلة الأمريكية في تاريخها على الإطلاق كانا مانوت بول (مانوت بول) وجورجي موريسان (Gheorghe Mureşan)، الذين بلغ طول كل منهما 7 أقدام و7 بوصات (2.31 مترًا).أما أطول لاعب حالي في هذا الدوري فهو تاكو فال الذي يبلغ طوله 7 أقدام و7 بوصات (2.31 مترًا).
على الجانب الآخر، يعتبر اللاعب ماجسي بوجيس (Muggsy Bogues) أقصر لاعب لعب في بطولة دوري الرابطة الوطنية لكرة السلة الأمريكية (NBA) على الإطلاق، حيث بلغ طوله 5 أقدام و3 بوصات (1.60مترً).وقد حقق لاعبون قصار آخرون نجاحًا كبيرًا على الصعيد الاحترافي. فعلى سبيل المثال، بلغ طول اللاعب أنطوني "سباد" ويب 5 أقدام و7 بوصات (1.70 مترًا)، إلا أن وثبته الرأسية كانت تصل إلى 42 بوصة (1.7 مترًا)، وهو ما يمنحه طولاً كبيرًا عند الوثب. أما أقصر لاعب في دوري الرابطة الوطنية لكرة السلة الأمريكية (NBA) لموسم 2006-2007 فهو اللاعب إيرل بويكينز (Earl Boykins)، حيث وصل طوله 5 أقدام و5 بوصات (1.65 مترًا).وعلى الرغم من أن اللاعبين الأقصر طولاً غالبًا ما يكونون غير بارعين بشكل كبير في الدفاع والتصدي لتسديدات الفريق المنافس، فإن قدرتهم على الاختراق السريع للمناطق المزدحمة داخل الملعب وخطفهم الكرة من الفريق المنافس نظرًا لما يتسمون به من سرعة تعد نقاط قوة يتميزون بها.

## ألعاب مشتقة ومماثلة
يتم تعريف الألعاب المشتقة من لعبة كرة السلة على أنها أنشطة قائمة على لعبة كرة السلة، وتعتمد على استخدام مهارات وأدوات كرة السلة الشائعة (والمتمثلة بشكل رئيسي في الكرة والسلة).فهناك بعض الألعاب المنبثقة عن كرة السلة والتي تختلف عنها اختلافات طفيفة فقط في القواعد، في حين توجد بعض الألعاب المميزة الأخرى التي تختلف بدرجات متفاوتة عن كرة السلة. وهناك بعض الألعاب المشتقة الأخرى التي تشتمل على ألعاب للأطفال أو مسابقات أو أنشطة تهدف إلى المساعدة في تعزيز مهارات اللاعبين.
تم ابتكار لعبة كرة السلة للمقعدين (Wheelchair basketball) من قبل قدامى محاربى الحرب العالمية الثانية ذوي الاحتياجات الخاصة،  وهي لعبة تتم ممارستها من خلال كراسي متحركة يتم تصميمها خصيصًا لمن يعانون من إعاقة بدنية.يذكر أن الجهة العالمية التي تسيطر على كرة السلة للمقعدين هي الاتحاد الدولي لكرة السلة للمقعدين (IWBF).على الجانب الآخر، تلعب كرة السلة المائية (Water basketball) داخل حمام سباحة، وتتشكل القواعد المنظمة لها من مزيجًا من قواعد لعبتي كرة السلة وكرة الماء.أما كرة السلة الشاطئية (Beach basketball) فهي لعبة تتم ممارستها داخل ملعب مستدير دون وجود لوحات خلفية مثبتة على الهدف، ولا يتم تطبيق قاعدة تجاوز الكرة حدود الملعب مع تناقل الكرة من خلال التمريرات أو التقدم بها لنحو خطوتين ونصف، وذلك لأن تنطيط الكرة على أرض لينة أمر شبه مستحيل.
ثمة أيضًا العديد من الألعاب الأخرى المشتقة من لعبة كرة السلة التي تتم ممارستها في أطر غير رسمية دون وجود حكام أو قواعد صارمة.ولعل لعبة كرة السلة المقامة في نصف ملعب واحد فقط هي اللعبة الوحيدة المشتقة الأكثر شيوعًا.حيث يتم استخدام سلة واحدة فقط، ويتعين «رمي الكرة بعيدًا» – عن طريق تمريرها أو تنطيطها خارج خط نصف الملعب أو خط الثلاث نقاط - في كل مرة تنتقل فيها حيازة الكرة من فريق لآخر. تتطلب ممارسة هذه اللعبة قوة تحمل أقل تتعلق بالقلب والأوعية الدموية (cardiovascular) ومن ثم لياقة بدنية أقل؛ نظرًا لأنه ليس مطلوبًا من اللاعبين قطع الملعب كله عدوًا جيئة وذهابًا.كما أن هذه اللعبة أيضًا تزيد من عدد اللاعبين الذين يمكنهم الاستفادة من الملعب، وهي ميزة مهمة عندما يكثر عدد اللاعبين الذين يرغبون في ممارسة لعبة الكرة السلة.
وهناك نوع من الألعاب المشتقة من لعبة كرة السلة تُقام في نصف الملعب فقط ويُطلق عليها لعبة 21.هذا ويتم احتساب التسديدات العادية التي تحتسب بنقطتين في لعبة كرة السلة العادية أيضًا بنقطتين في هذه اللعبة، في حين يتم احتساب التسديدات التي يتم تصويبها من خلف خط الثلاث نقاط بثلاث نقاط.ويحصل اللاعب الذي يحرز هدفًا على ثلاث رميات حرة إضافية (أو عدد غير محدود من الرميات إذا كان اللعب مستمرًا) تُحتسب كل رمية على حدة بنقطة واحدة على النحو المعتاد. وفي حالة الإخفاق في تسديدة ما وقيام أحد اللاعبين الآخرين بمسك الكرة بيديه وتصويبها داخل السلة وهو في الهواء قبل أن تطأ أي من قدميه الأرض، يفقد اللاعب الذي أخفق في تسديدته نقاطه كلها التي أحرزها ليعود إلى نقطة الصفر، أما إذا كانت نقاطه قد تجاوزت 13 نقطة، فإن سجل نقاطه يتراجع للنقطة 13. وهذا ما يُطلق عليه «التقاط الكرة في الهواء وتصويبها داخل السلة».أما إذا تم تصويب كرة التسديدة الخاطئة داخل السلة بيد واحدة من قبل لاعب آخر أثناء وجوده في الهواء، فحينئذ يتوقف اللاعب المخطئ في تسديدته عن اللعب ويتعين عليه التقاط كرة هوائية حتى يتسنى له العودة للعب مجددًا. ويعد أول لاعب يحرز النقطة 21 في أي من الفريقين لاعب الفريق الفائز. وفي حالة حدوث أي من المخالفات، يعود سجل النقاط الخاص بهما إلى النقطة 13.
ثمة ألعاب أخرى مشتقة عن كرة السلة تتضمن لعبة (streetball) ولعبة خروج المهزوم (Knockout - وهي لعبة مشتقة من كرة السلة يمارسها اللاعبون المحترفون) ولعبة حول العالم (Around the World - وهي لعبة مشتقة يشارك فيها لاعبان أو أكثر يقومان بتصويب تسديدات على السلة من نقاط معينة، ومن ينجح في إصابة الهدف يظل يتنقل من نقطة معينة إلى أخرى، والذي يصل إلى نقطة النهاية يعتبر فائزًا) ولعبة لاعب مقابل لاعب (one-on-one)، وهي لعبة مشتقة يستخدم فيها لاعبان اثنان جزء صغير فقط من الملعب (غالبًا لا يزيد عن نصف الملعب) وينافس كلاهما الآخر على إحراز الكرة داخل طوق سلة واحد. هذا وتركز هذه الألعاب على المرواغة الفردية بالكرة وخطفها من المنافس أكثر من تركيزها على مهارات التسديد واللعب الجماعي.

## وصلات خارجية